# DB-Baureihe E 10
Die Baureihe E 10 ist eine für die Deutsche Bundesbahn erstmals im Jahre 1952 gebaute Einheitselektrolokomotive für den Schnellzugverkehr. Sie wird seit dem Jahr 1968 als Baureihe 110 sowie ihre Unterbaureihen als Baureihen 112 bis 115 geführt. Die E 10 war lange Jahre die wichtigste Lokomotiv-Baureihe im bundesdeutschen Schnellzugverkehr. Nach der Bahnreform wurden die Lokomotiven vor allem im Nahverkehr eingesetzt. Einzelne Lokomotiven der Baureihe 115 verkehrten bis 2020 vor „Personenzügen für besondere Zwecke“ zur Überführung von Wagen, mittlerweile sind alle Lokomotiven dieser Baureihe aus dem Planbetrieb bei der DB ausgeschieden, bei einzelnen Privatbahnen verkehrt sie noch im Planverkehr.

## Entwicklungsvorgaben

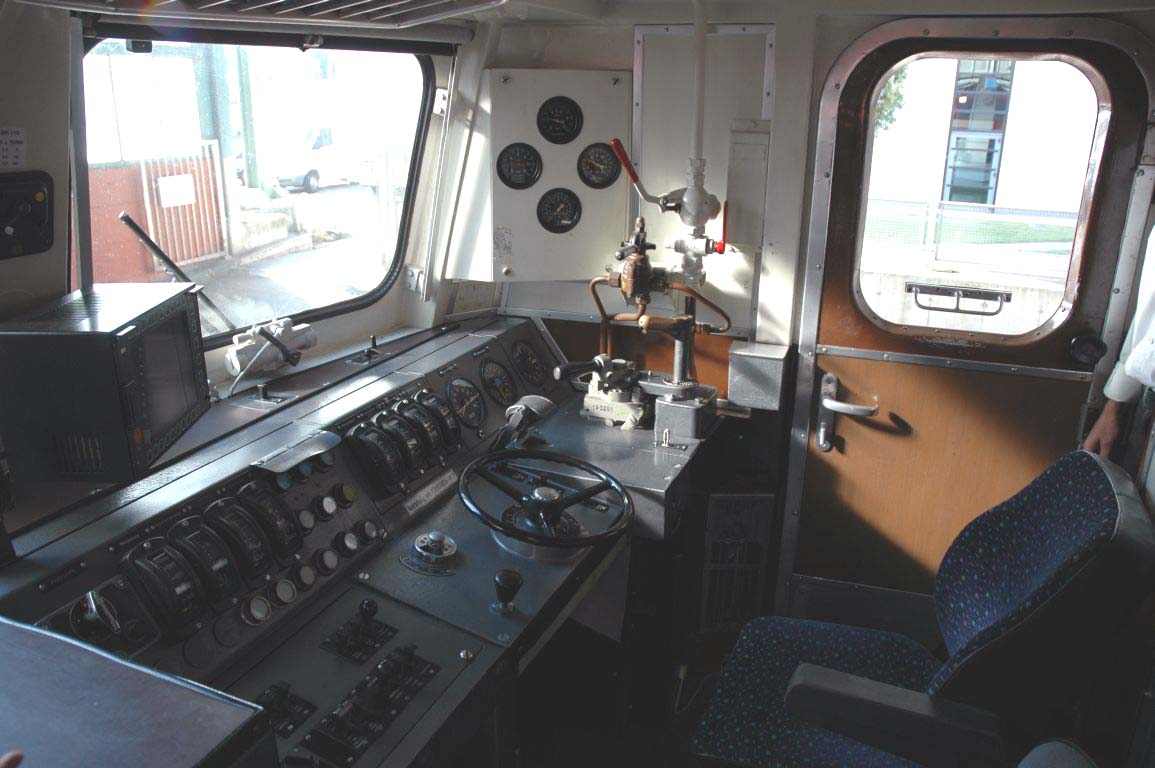
Führerstand der 110 243

1950 beschloss der zuständige Fachausschuss der Bundesbahn die Beschaffung zweier Grundtypen von Elektrolokomotiven mit weitgehend standardisierten Bauteilen. Dies sollten eine sechsachsige Güterzuglokomotive ähnlich der Baureihe E 94 und eine vierachsige, an die Baureihe E 44 sowie die schweizerische BLS Ae 4/4 angelehnte Universallokomotive sein.
Die Führerstände sollten so gebaut werden, dass die Lokomotivführer ihre Arbeit sitzend verrichten konnten. Auf allen vorherigen Elektrolokomotiven (mit Ausnahme der Baureihen E 18 und E 19) mussten sie stehend fahren, da man annahm, dies würde die Aufmerksamkeit des Lokomotivführers erhöhen.
Die Universallokomotive erhielt zunächst den Arbeitstitel E 46 und griff ein gleichnamiges Projekt aus dem Jahre 1940 auf, wurde jedoch in Baureihe E 10 umbenannt, nachdem sie durch Erhöhung der geforderten Höchstgeschwindigkeit von 125 auf 130 km/h formell eine Schnellzuglokomotive wurde. Die Industrie konnte bis zum 15. April 1950 Vorschläge einreichen. Nach Prüfung und Überarbeitung wurden im Dezember 1950 zunächst vier Versuchslokomotiven bestellt, zu denen noch eine fünfte Lok, baugleich zur vierten, nachbestellt wurde, um die Lokomotiven auch im täglichen Betrieb testen zu können.

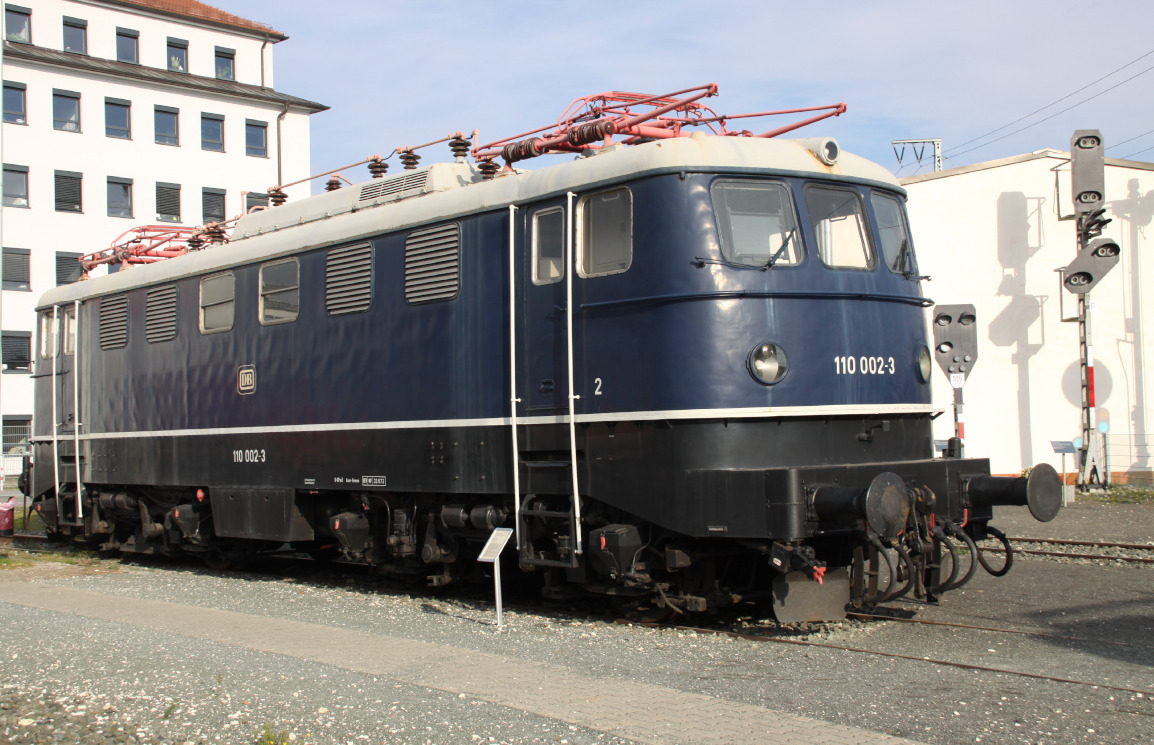
110 002 im Freigelände des DB-Museums Nürnberg (2016)

1952 lieferten namhafte deutsche Lokomotivhersteller und Konzerne der Elektrotechnik zunächst mit der Baureihenbezeichnung E 10.0, in denen sowohl die Anforderungen des Bundesbahn-Zentralamts, als auch die jeweils firmenspezifischen Vorstellungen von Antriebstechnik, elektrischer Ausrüstung, Fahrwerk und anderer Details verwirklicht waren.
Das Versuchsprogramm ergab, dass eine Universallok-Baureihe nicht ausreichen würde, um allen Leistungsanforderungen gerecht zu werden. Das überarbeitete Typenprogramm enthielt nun die Fernverkehrslokomotive E 10, aus der durch eine andere Übersetzung des Getriebes die mittlere Güterzuglokomotive Baureihe E 40 abgewandelt werden konnte, die leichte Nahverkehrslokomotive Baureihe E 41 und die schwere, sechsachsige Güterzuglokomotive Baureihe E 50.
Zusätzlich war auch noch eine Schnellverkehrslokomotive E 01 vorgesehen, die jedoch verworfen wurde, da das Streckennetz damals keine hohen Geschwindigkeiten erlaubte und die E 10 für Schnellzüge als ausreichend angesehen wurde.

### Vorserienloks
Die Vorserienlokomotiven wurden weitgehend von der Industrie entwickelt, wobei verschiedene Komponenten ausprobiert wurden:
- Die E 10 001 stammt im mechanischen Teil von Krauss-Maffei und im elektrischen Teil von AEG. Sie besaß einen Alsthom-Hohlwellenantrieb.
- Die E 10 002 stammte mechanisch von Krupp und elektrisch von BBC und hatte einen BBC-Scheibenantrieb.
- Die E 10 003 kam von Henschel und SSW und hatte einen SSW-Gummiringfederantrieb.
- Die E 10 004 lieferten Henschel und AEG mit Sécheron-Lamellenantrieb. Baugleich mit ihr war die E 10 005, die 1953 nachgeliefert wurde.

Auch äußerlich unterschieden sich die Lokomotiven. Die E 10 001 hatte zwei Frontscheiben und weit außenliegende knapp über der Pufferbohle sitzende Spitzenlichter, die anderen Lokomotiven drei Frontscheiben – davon die E 10 003 bis 005 mit schmalerer Mittelscheibe – und höher und mittiger angeordnete Spitzenlichter. Die E 10 002 besaß seitliche Führerstandsfenster. Gemeinsam wiesen die Lokomotiven seitlich nur eine Reihe mit Lüftern und Fenstern auf, jeweils in unterschiedlicher Anordnung. Die Lokomotiven von Henschel hatten zunächst auch eine mittige Zierlinie.
Beheimatet waren die Lokomotiven zunächst im Bw München Hbf, ab 1955 im Bw Nürnberg Hbf.
Die fünf Vorserien-Lokomotiven der Baureihe E 10.0 wurden zwischen 1975 und 1979 ausgemustert. Erhalten sind die Museumslokomotiven E 10 002 und E 10 005.

## Serienfertigung
Die ersten Serienlokomotiven der Baureihe E 10 erhielten Ordnungsnummern ab 101 aufwärts und werden entsprechend auch als Baureihe E 10.1 bezeichnet. Im Gegensatz zur E 40 war die E 10 mit einer elektrischen Widerstandsbremse ausgerüstet worden. Daher unterscheiden sich beide Baureihen minimal im Dachbereich. Ab Dezember 1956 wurden in mehreren Serien insgesamt 379 Fahrzeuge von den Herstellern Krauss-Maffei, Krupp, Henschel (alle mechanischer Teil) sowie SSW (Siemens-Schuckertwerke), AEG und BBC (elektrischer Teil) ausgeliefert. Die Serienmaschinen lassen sich optisch in drei äußerlich verschiedene Ausführungen unterteilen:
- Die E 10.1 wurde in der Einheits-Kastenform mit großen Einzelleuchten abgeliefert.
- Im Laufe der Produktion (ab E 10 216) wurden die großen Einzelleuchten durch zwei kleinere Leuchten (eine als Spitzenlicht, eine als Schlusslicht) ersetzt, diese Ausführung wird entsprechend den laufenden Nummern als E 10.2 bezeichnet.
- Ab E 10 288 wurde ein neuer, aerodynamisch günstigerer Lokomotivkasten (sogenannte „Bügelfalten-Front“), der zuvor bei der E 10.12 eingeführt worden war, auch bei den normalen E 10 verwendet. Diese Lokomotiven werden daher auch als E 10.3 bezeichnet.

Ein Exemplar (bezeichnet als 751 001) diente dem BZA in Minden von 1989 bis 1997 als Bahndienstlokomotive.
Das Einsatzspektrum der ab 1968 als Baureihe 110 geführten Lokomotiven verschob sich ab den 1990er Jahren in Richtung Nahverkehr, entsprechend wurden sie auch im Zuge der dritten Stufe der Bahnreform dem Nahverkehrsbereich DB Regio zugeordnet, was praktisch das Ende der Einsätze im Fernverkehr bedeutete. Um die Maschinen im Regionalverkehr wirtschaftlich einsetzen zu können, wurden viele Exemplare der Baureihe 110.3 ab 1997 mit Steuergeräten für die konventionelle DB-Wendezugsteuerung (KWS) ausgerüstet. Zumindest teilweise griff man hierbei auf die Einbausätze ausgemusterter 140er und 141er zurück.

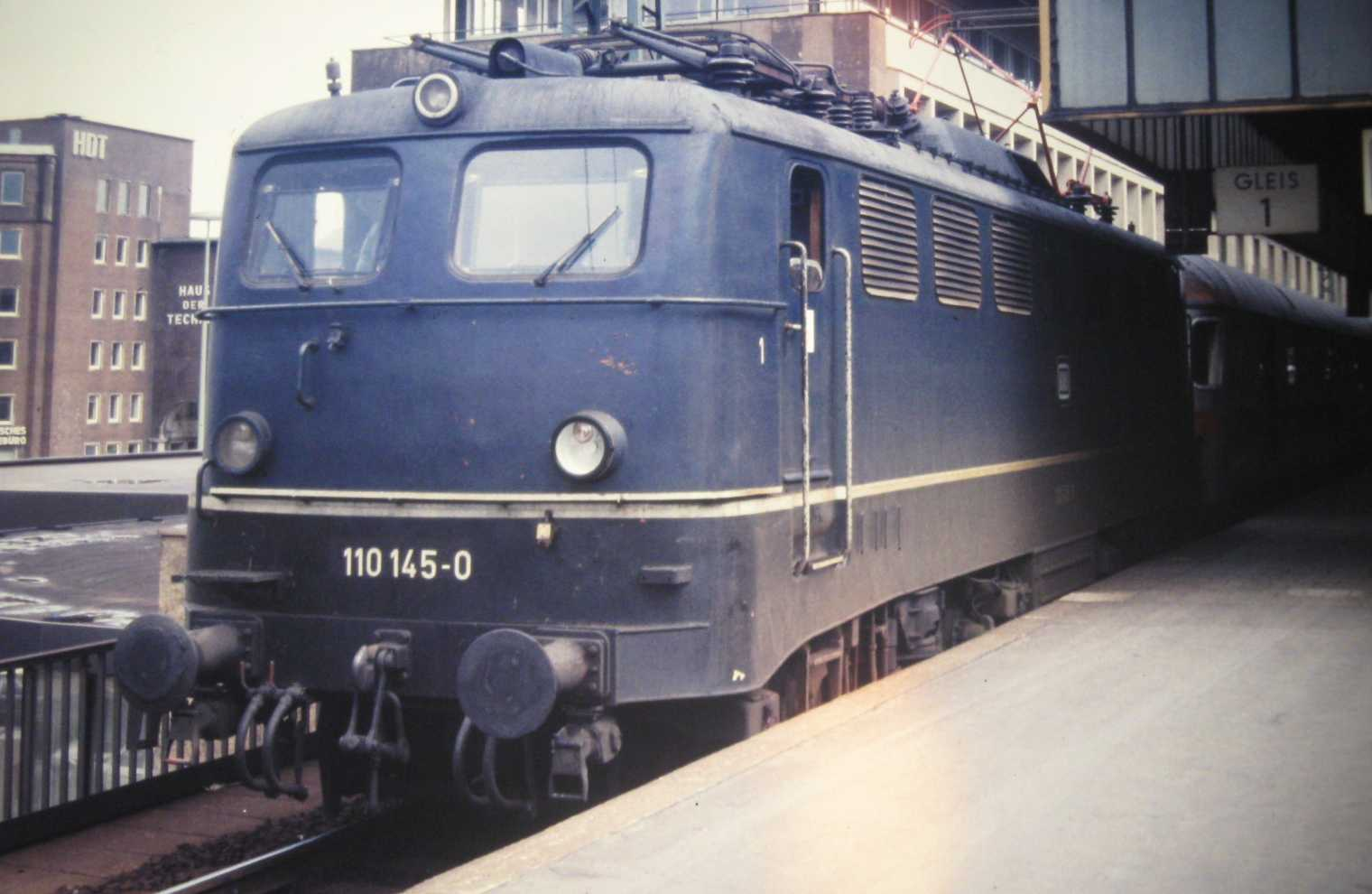
110.1 in kobaltblauer Farbgebung und mit Einzelleuchten
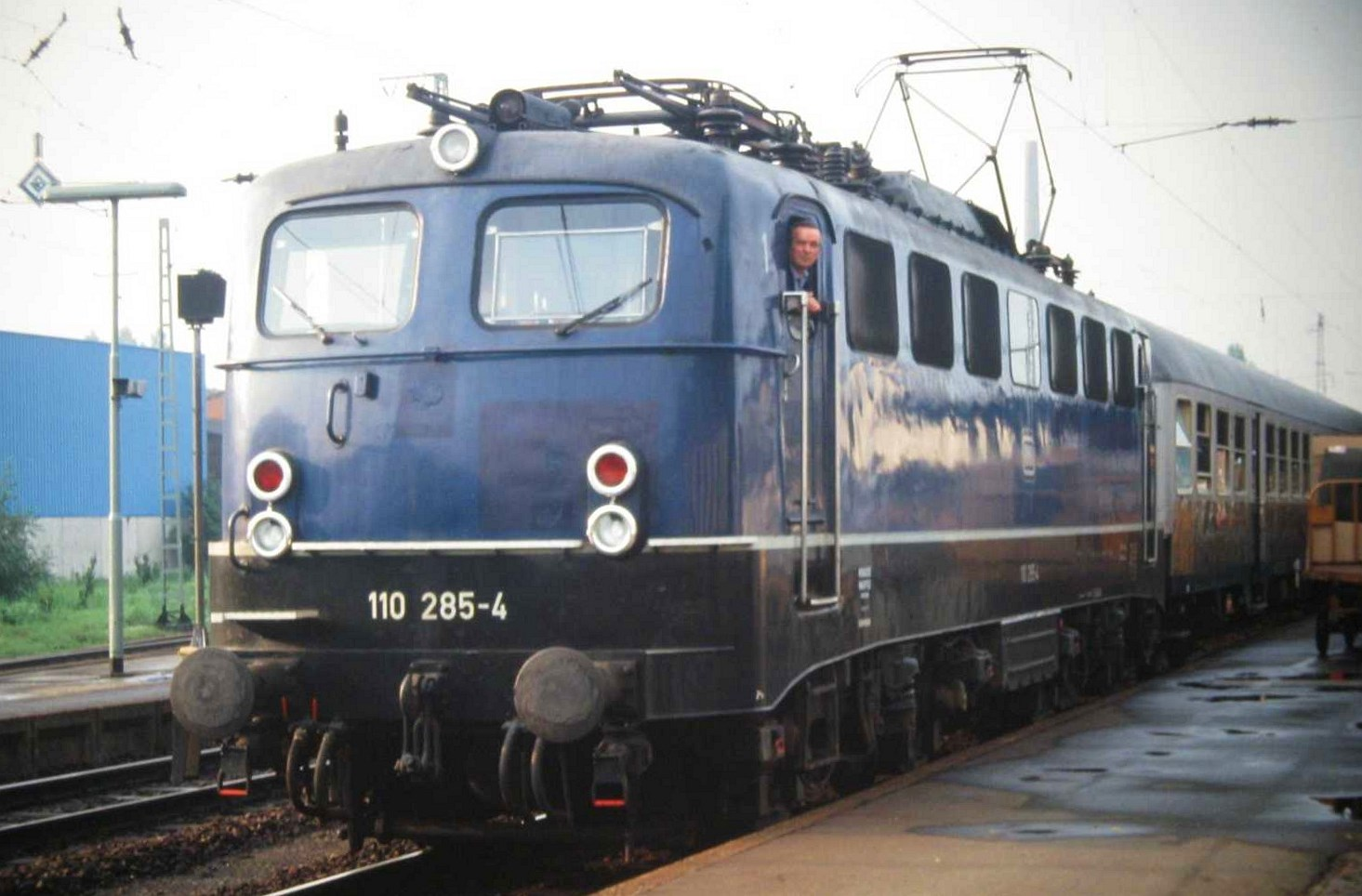
110.2 in kobaltblauer Farbgebung und mit Doppelleuchten
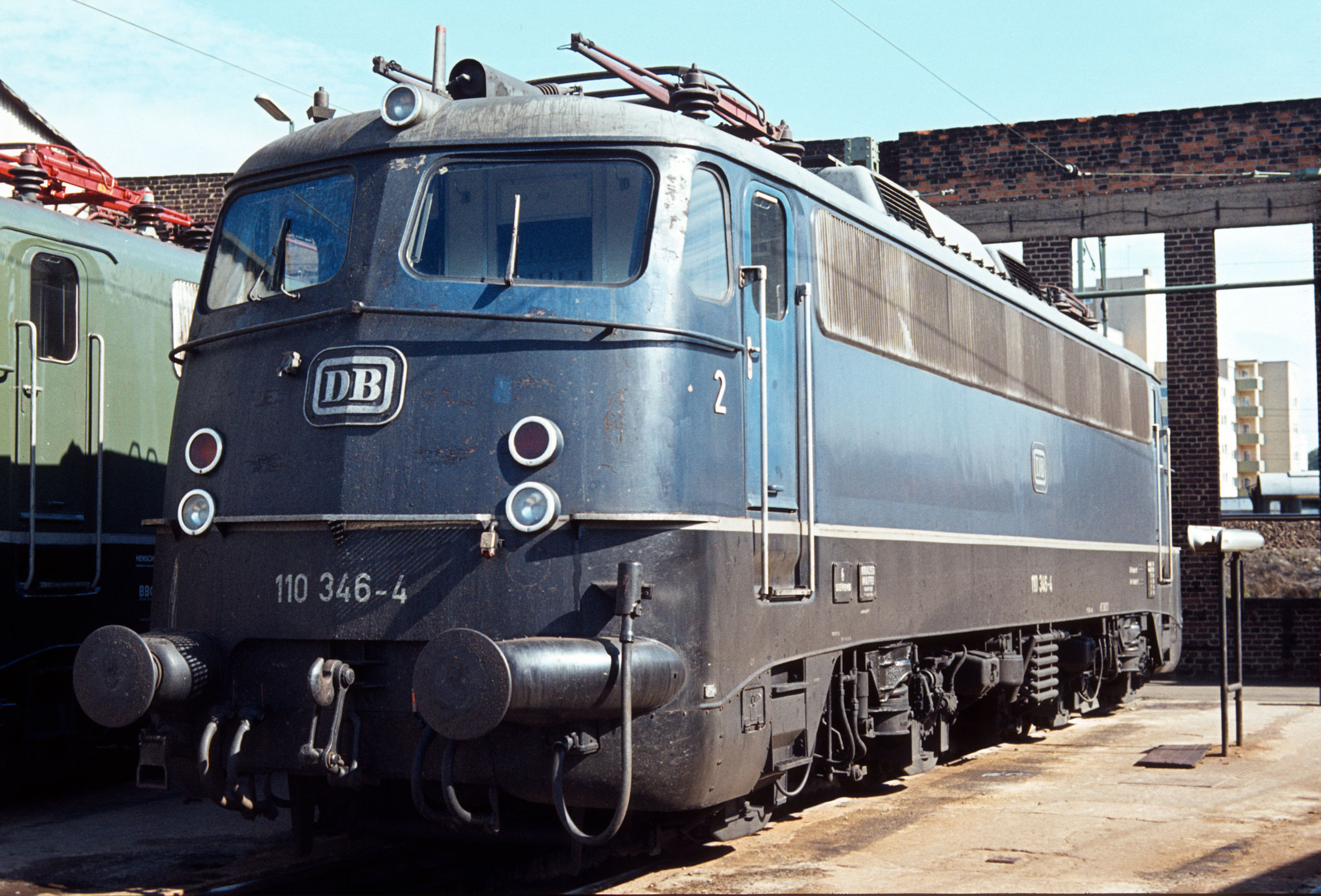
110.3 im Jahr 1979 im Bw Gießen

## Farbvarianten

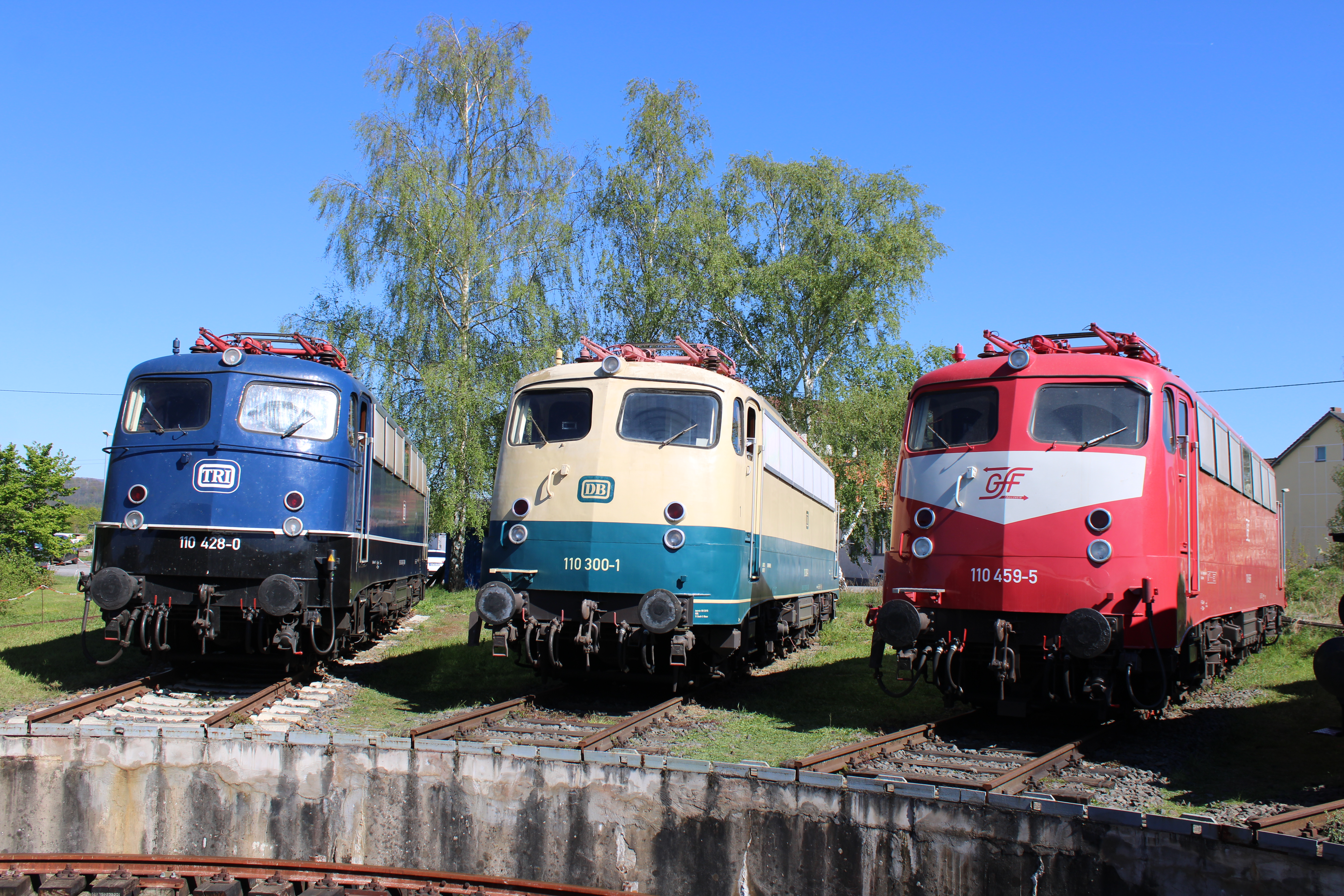
TRI 110 428, DB Museum 110 300 und GfF 110 459

Ursprünglich wurden die E 10 in stahlblauer Fernzuglackierung (RAL 5011) geliefert. Nur 110 477 wurde bereits in der neuen Farbgebung in lichtfesterem Kobaltblau (RAL 5013) abgeliefert. Bei Revisionen erhielten auch zahlreiche ältere Lokomotiven eine kobaltblaue Neulackierung. Dies betraf vorrangig Lokomotiven, die im Ausbesserungswerk München-Freimann unterhalten wurden, so dass sich für das etwas hellere Kobaltblau im Sprachgebrauch auch der Begriff „Freimannblau“ etabliert hat.
Mit dem ozeanblau/elfenbeinfarbenen Farbschema ab 1974 wurden zahlreiche 110er anlässlich von Revisionen auf diese Anstrichvariante umlackiert. Ab 1987 kam dann das orientrote Farbschema mit weißem Lätzchen zur Anwendung, das ab 1997 durch das verkehrsrote Konzept abgelöst wurde, welches heute alle noch in Betrieb befindlichen Lokomotiven dieser Baureihe tragen.
Nur wenige Lokomotiven trugen dabei jede der vier Lackierungen, insbesondere das orientrote Farbkonzept wurde von vielen 110ern ausgelassen. Bis zur Verbreitung des verkehrsroten Erscheinungsbildes blieb die ozeanblau-beige Lackierung stets die dominante Farbvariante bei der Baureihe 110.
1996 fuhr die mit Mausaufklebern beklebte 110 487-6 als „Mauszug“ anlässlich des 25. Geburtstages der Sendung mit der Maus quer durch Deutschland. Die durch Railcharter eingesetzten Lokomotiven der Baureihe 110 werden zu Werbezwecken mit Folien beklebt, um mit dem Werbezug ein stimmiges Bild zu bekommen. Die letzte war die 110 321, die für den KI.KA LIVE-Express eine Deutschland-Tour machte, die Folie wurde in der ersten Maiwoche 2008 entfernt.
2009 wurden die Lokomotiven 110 325-8 und 110 329-0 für die Wanderausstellung Science Express im Design der Ausstellung präpariert. Von April bis November 2009 bereiste dieser Zug mehr als 60 Städte in Deutschland. Die 110 325-8 wurde im April 2010 verschrottet, die 110 329-0 Mitte Januar 2011 und die 110 487-6 im Dezember 2012.

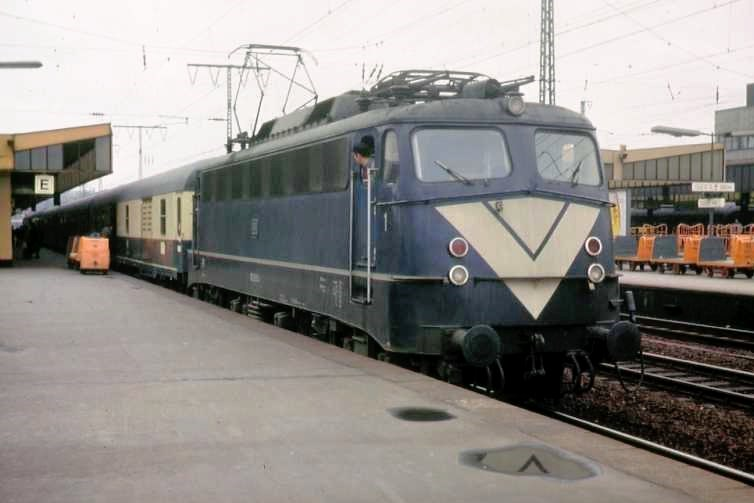
Im Versuchswarnanstrich 1980 in Essen
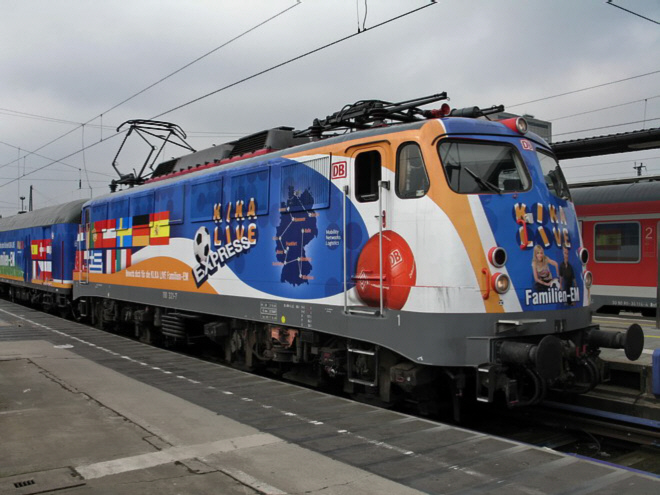
110 321 mit KI.KA-Beklebung
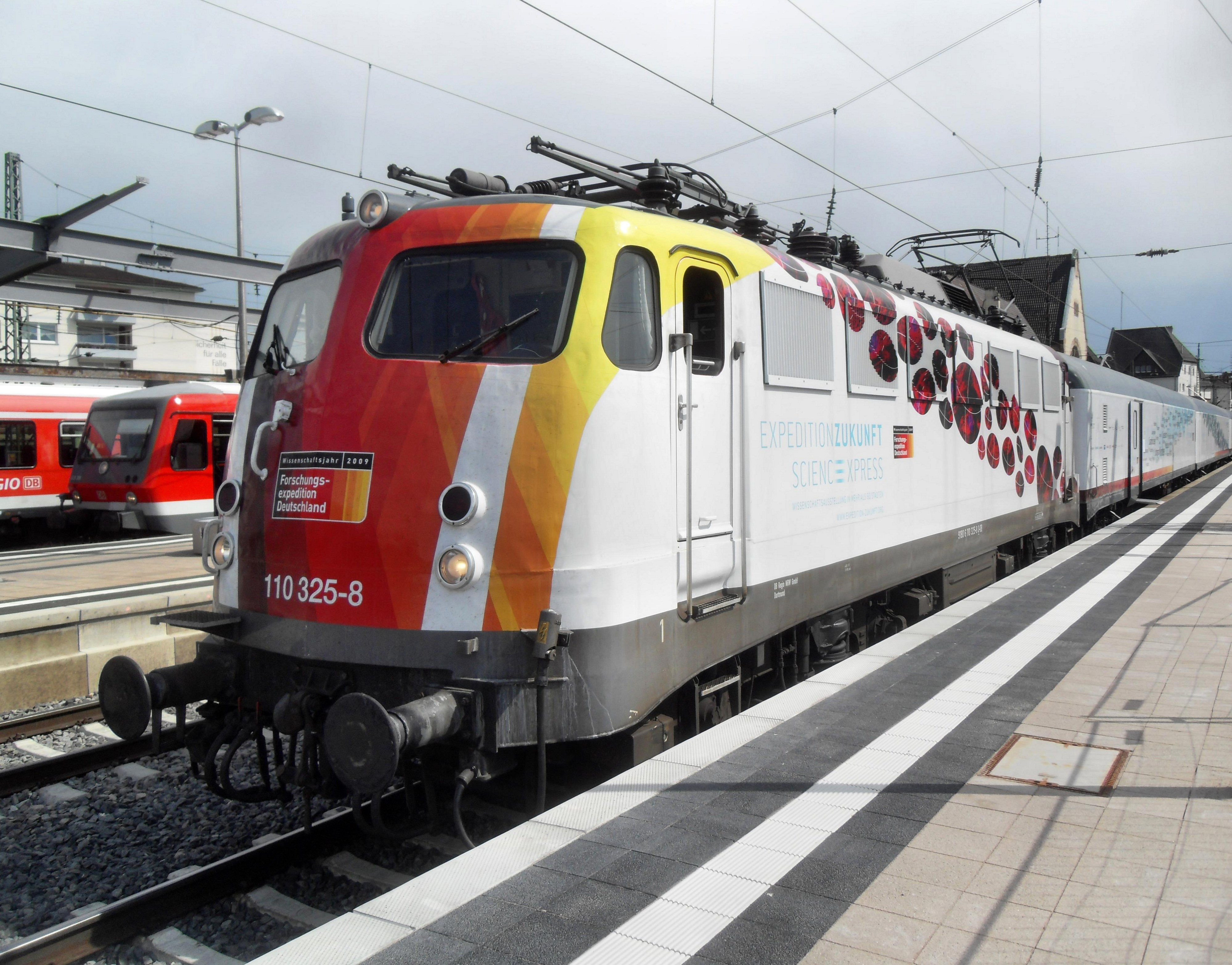
110 325 vor dem Science Express des BMBF
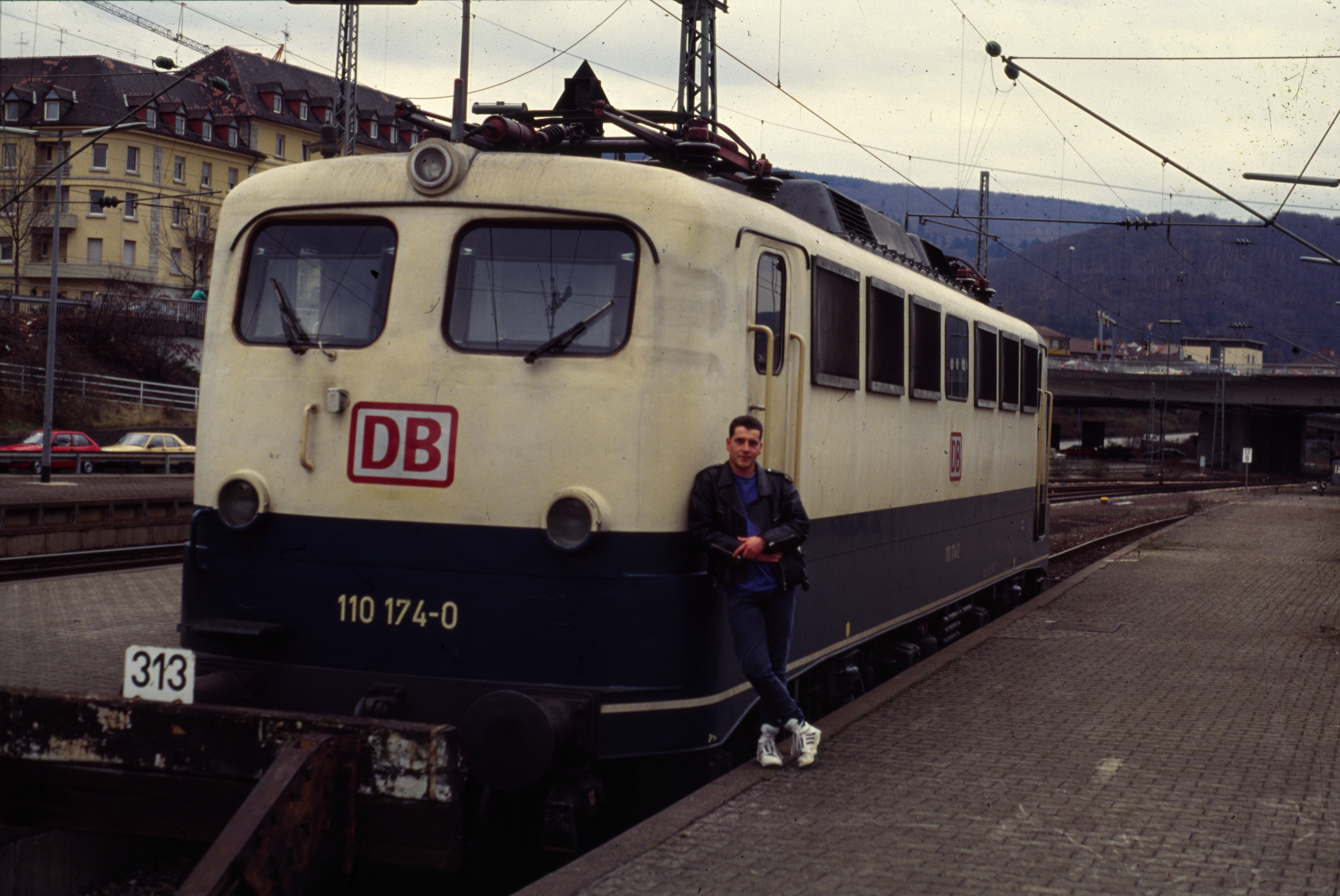
110 174 in ozeanblau-elfenbeinfarbener Lackierung in Heidelberg
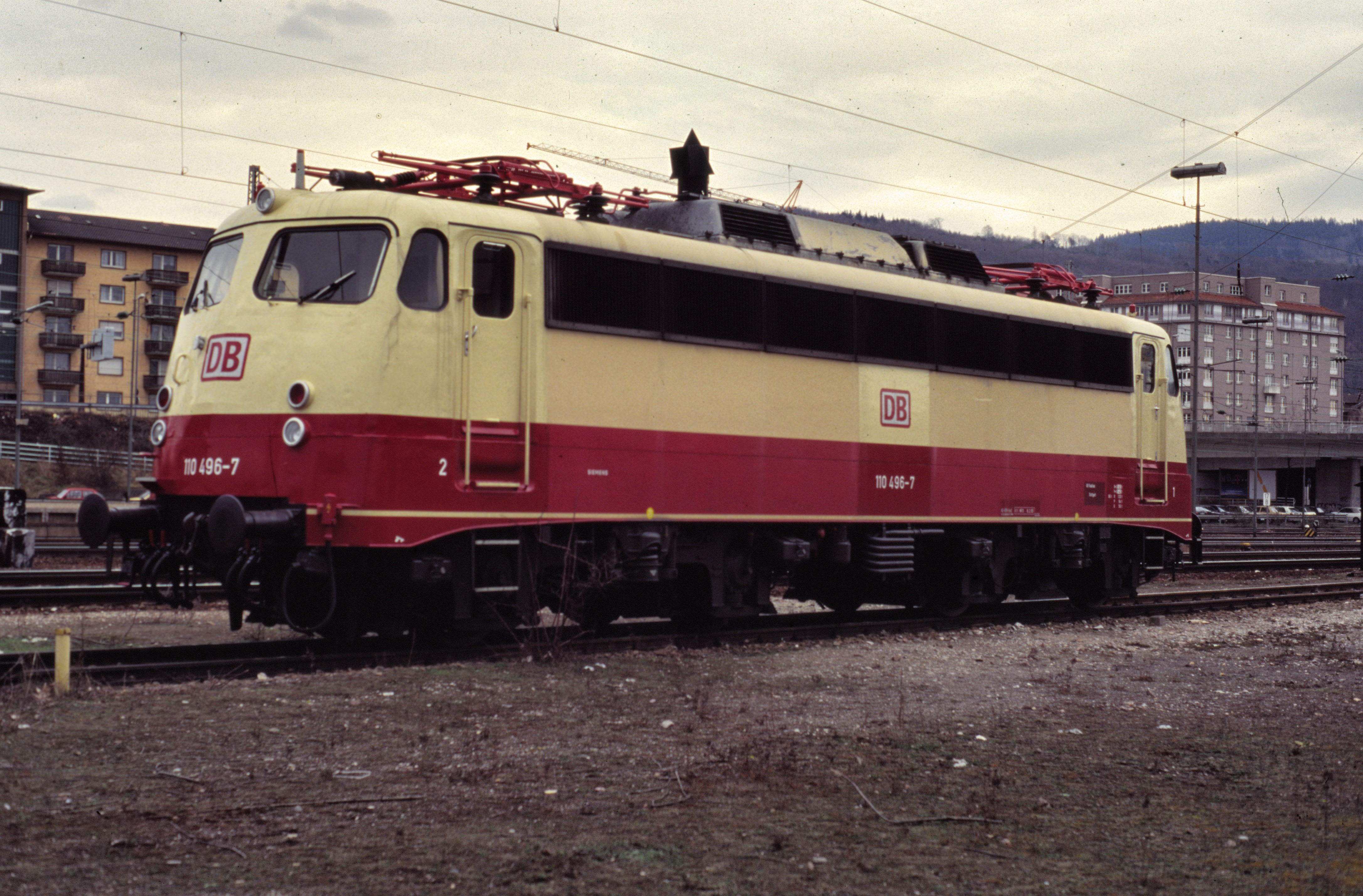
110 496 in weinrot-beiger Trans-Europ-Express-Lackierung in Heidelberg

## Konstruktionsmerkmale

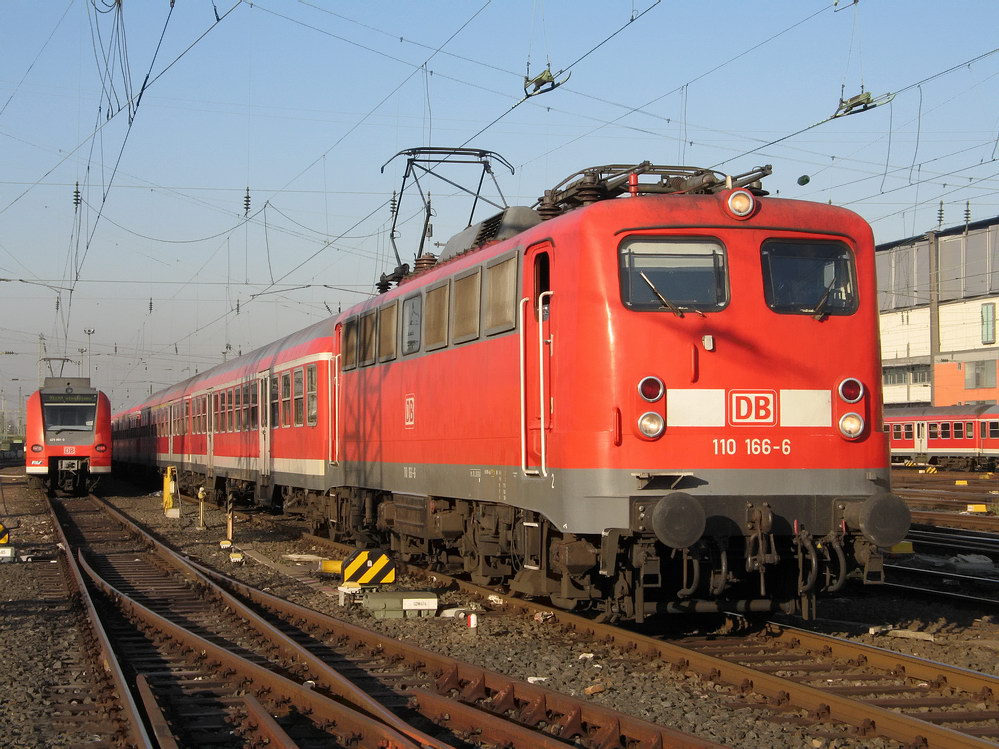
110 166 in Frankfurt Hbf

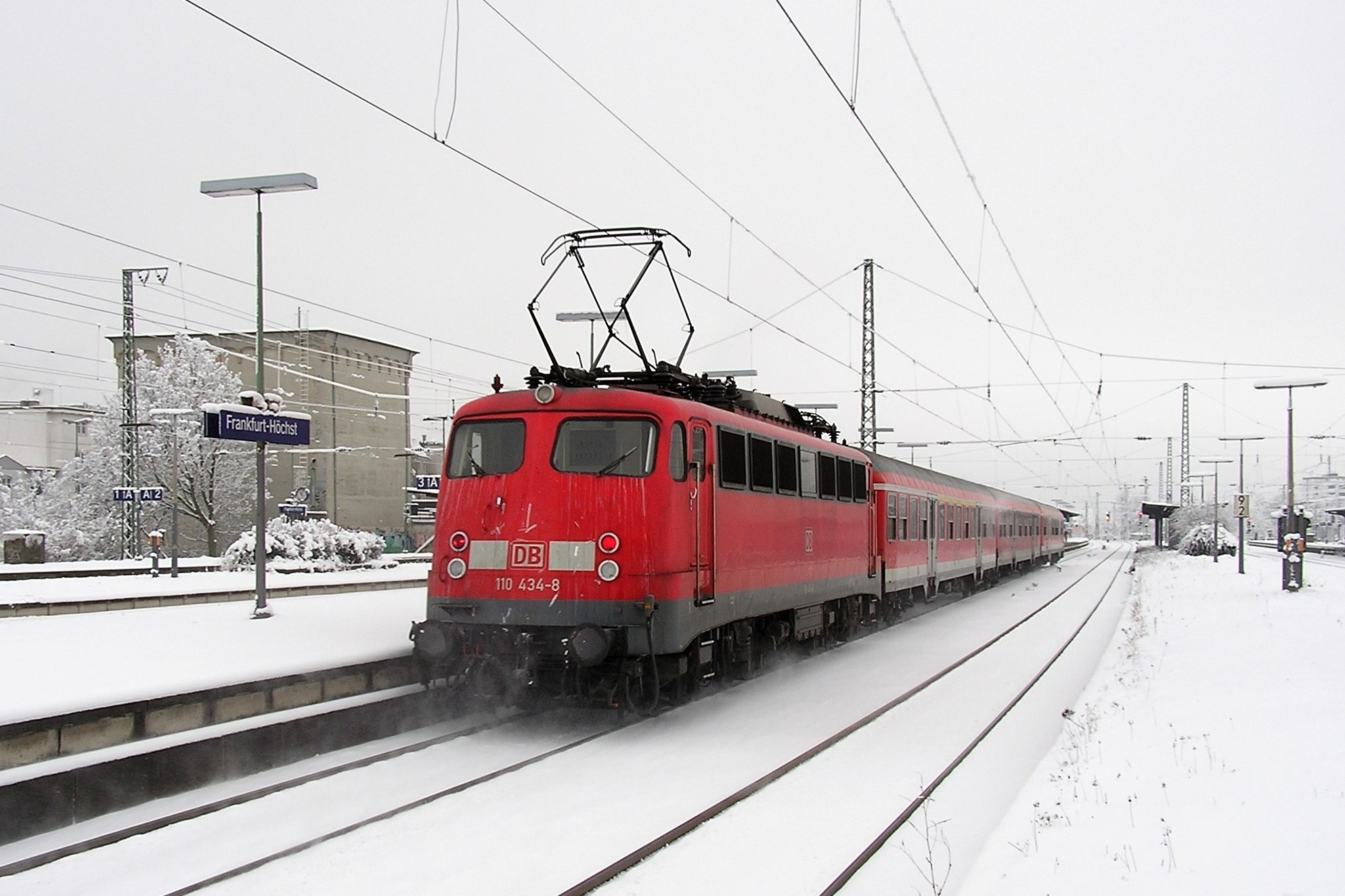
Verkehrsrote 110.3 schiebt einen Regionalzug

Wie alle Lokomotiven des Einheitselektrolokomotivenprogramms hatte die Baureihe E 10 bzw. die heutige 110 als geschweißte Kasten-Konstruktionen mit Drehzapfen ausgeführte Drehgestelle und geschweißte Kastenaufbauten mit Lüftergittern. Die Baureihe 110.3 verwendet den Aufbau der E 10.12 mit stärker hervorgezogener Stirnfläche, auch als „Bügelfalten“-Kasten bezeichnet. Der Rahmen stützt sich über Schraubenfedern und Gummielemente auf die Drehgestelle ab. Am Anfang machte sich besonders in den oberen Geschwindigkeitsbereichen ein unruhiger Lauf bemerkbar, was etliche Nacharbeiten an den Drehgestellen erforderte. In zwei Lokomotiven (110 475 und 476) wurde auch eine Flexicoil-Federung erprobt.
Alle Lokomotiven besitzen eine indirekt wirkende Druckluftbremse Bauart Knorr mit Hochabbremsung (bei hohen Geschwindigkeiten wird automatisch stärker gebremst) und zum Rangieren eine direkt wirkende Zusatzbremse. Die Lokomotiven verfügen zusätzlich über eine mit der Druckluftbremse gekoppelte fremderregte elektrische Widerstandsbremse. Die beim elektrischen Bremsen entstehende Wärme wird über Dachlüfter abgeführt. Erstmals in deutschen Lokomotiven wurde serienmäßig eine Hochspannungssteuerung des Transformators verwendet.
Die Fahrmotoren sind 14-polige Motoren vom Typ WB 372, wie sie später auch bei den Baureihen 111 und 151 weiterverwendet wurden. Wie bei allen Varianten des Einheitslokprogramms wurde der Gummiringfeder-Antrieb der Siemens-Schuckert-Werke/SSW eingesetzt, der sich bei den ersten E 10.0 überdurchschnittlich bewährt hatte.
Auf dem Dach befanden sich in der ursprünglichen Serienausführung die Scheren-Stromabnehmer Bauart DBS 54a, daran schließen sich die obligatorischen Dachtrenner, der Druckluft-Hauptschalter und Oberspannungswandler zur Überwachung der Fahrdrahtspannung an. Die Vorserienlokomotiven hatten noch Stromabnehmer der Bauart SBS 39 mit einfacher Wippe. Die Transformatoren sind Dreischenkel-Trafos mit Ölkühlung, an denen das Schaltwerk mit 28 Fahrstufen angeschlossen ist. Die Steuerung ist als Nachlaufsteuerung ausgelegt, bei der der Lokomotivführer die Fahrstufe vorwählt und das Schaltwerk die gewählte Stellung selbstständig anläuft. Im Notbetrieb ist eine Handsteuerung über eine Kurbel möglich. Ab 110 399 besitzt diese Baureihe serienmäßig Thyristor-Lastschalter (Schaltwerk W29t). Sehr viele niedrigere Baunummern mit N28h bekamen aber nachträglich nach einem Schaden oder im Zuge von Modernisierungsarbeiten einen kompletten Tausch gegen das W29t, so unter anderem auch die Museumslokomotiven E10 121 und 113 311, wodurch deren „Ursprungszustand“ strittig ist.
An Sicherheitseinrichtungen auf dem Führerstand sind die mechanische oder elektronische Sicherheitsfahrschaltung, Punktförmige Zugbeeinflussung (inzwischen entsprechend den neuen Vorschriften mit Softwarestand der PZB 90) und Zugfunk-Geräte vorhanden (mit GSM-R-Funk ausgestattet). Neu sind noch die Computer für den elektronischen Buchfahrplan EBuLa und die bei Lokomotiven im Reisezugverkehr inzwischen ebenfalls zwingend vorgeschriebene Türblockierung ab 0 km/h (TB0). Einige Lokomotiven wurden versuchsweise mit Rechnern des Leitsystems CIR-ELKE ausgerüstet.

## Ausmusterung und Weiterverwendung
Nach über fünfzig erfolgreichen Betriebsjahren standen die Lokomotiven der Baureihe 110 zur Ausmusterung an. Während der Leistungswegfall anfangs noch durch neue Einsatzgebiete kompensiert werden konnte, bekam die Baureihe ab 1990 starke Konkurrenz, insbesondere von der Baureihe 143, die im Gegensatz zu vielen 110ern eine Wendezugsteuerung besaß, deren Höchstgeschwindigkeit jedoch nur 120 km/h betrug. Um die Flexibilität der Baureihe 110 zu verbessern, wurden bei der dritten Serie (E 10.3) teilweise Wendezugsteuerungen aus ausgemusterten Lokomotiven der Baureihe 141 eingebaut.
Schrittweise begann man ab 2001 die erste Bauserie 110.1 verstärkt auszumustern, da die notwendige Wendezugsteuerung fehlte. Auch die neuen Elektrotriebwagen der Baureihe 425 sowie die Regionalexpress-Elektrolokomotiven der Baureihe 146, aber auch seitens der DB Regio verlorene Ausschreibungen zugunsten von Privatunternehmen wirkten zu Lasten der Baureihe 110. Die Einsatzgebiete der 110er begannen sich auf den Raum Stuttgart, das Rhein-Ruhr-Gebiet, den Raum München und Norddeutschland, sowie auf den Raum Frankfurt (Main) zu konzentrieren.
Ende 2011 wurden die letzten bei DB Regio Bayern in München stationierten Elektrolokomotiven der Baureihe 110.1 ausgemustert und verschrottet.
Im Januar 2013 standen noch 25 Maschinen der Baureihe 110.3 (stationiert in Dortmund und Stuttgart), drei der Unterbaureihe 113 sowie elf der Baureihe 115 bei der Deutschen Bahn AG bzw. deren Tochterunternehmen im aktiven Bestand. Durch den Wegfall der Leistungen auf der Bahnstrecke Backnang–Ludwigsburg im Juni 2012 beschränkten sich die Einsätze der Stuttgarter Maschinen auf die Leistungen auf der Neckar-Alb-Bahn (Stuttgart–Tübingen) und der Gäubahn, bis im Mai 2013 die Baureihe 111 diese Leistungen übernahm. Das letzte Refugium der einzig verbliebenen Stuttgarter 110 446 war der Radexpress Enztäler, der nur sonn- und feiertags verkehrte. Seit dem Fristablauf der letzten Stuttgarter 110er wurde diese Leistung von der Baureihe 143 übernommen (später wiederum durch die Baureihe 425). Die Baureihen 113 und 115 stehen vorerst weiterhin im Einsatz für DB Fernverkehr.
Am 13. Juli 2013 fand die Abschiedsfahrt der Baureihe 110 im Nahverkehr im Raum Stuttgart statt. Die 110 446 zog dabei einen Sonderzug von Tübingen nach Backnang, und von Backnang über Marbach wieder nach Stuttgart.
Aufgrund auslaufender Revisionsfristen an der Baureihe 110 ist seit Februar 2014 der Einsatz bei DB Regio generell beendet, da keine der Maschinen ohne vorherige Hauptuntersuchung mehr eingesetzt werden darf. Eine erneute Hauptuntersuchung von Fahrzeugen der Baureihe 110 ist bei DB Regio jedoch nicht mehr vorgesehen.
Die letzte 110 der DB Regio 110 469 hatte am 12. Februar 2014 ihren letzten Einsatz im Nahverkehr, sie fuhr dabei von Münster nach Rheine und wieder zurück.
Die Deutsche Bahn besaß 2014 nur noch vier Lokomotiven dieser Baureihe mit der Bezeichnung 110. Diese waren 110 169, 428, 469 und 491. 110 169 war betriebsfähig, 110 428, 469 und 491 waren z-gestellt. Mit Stand 2015 war die z-gestellte 110 491 von der DB-Bestandsliste verschwunden. Sie wurde an Bahntouristikexpress in Nürnberg verkauft. Am 26. Februar 2016 wurde die ursprünglich als Museumslokomotive vorgesehene 110 210 des DB Museum Koblenz verschrottet. Am 14. April 2016 wurde die zuletzt in Lichtenfels hinterstellte 110 103 ebenfalls verschrottet.
Die 113 309 wurde von der DB an TRI Train Rental verkauft, erhielt eine Revision in Dessau und wird seit 2016 unter anderem von AKE-Eisenbahntouristik wieder stilecht vor deren historischem Rheingold-Touristikzug eingesetzt. 110 469 und 110 428 wurden ebenfalls an TRI Train Rental, 115 278 und 115 383 an die Centralbahn und die 110 169 an Euro-Express Sonderzüge verkauft.

### Verbleib ab 2013

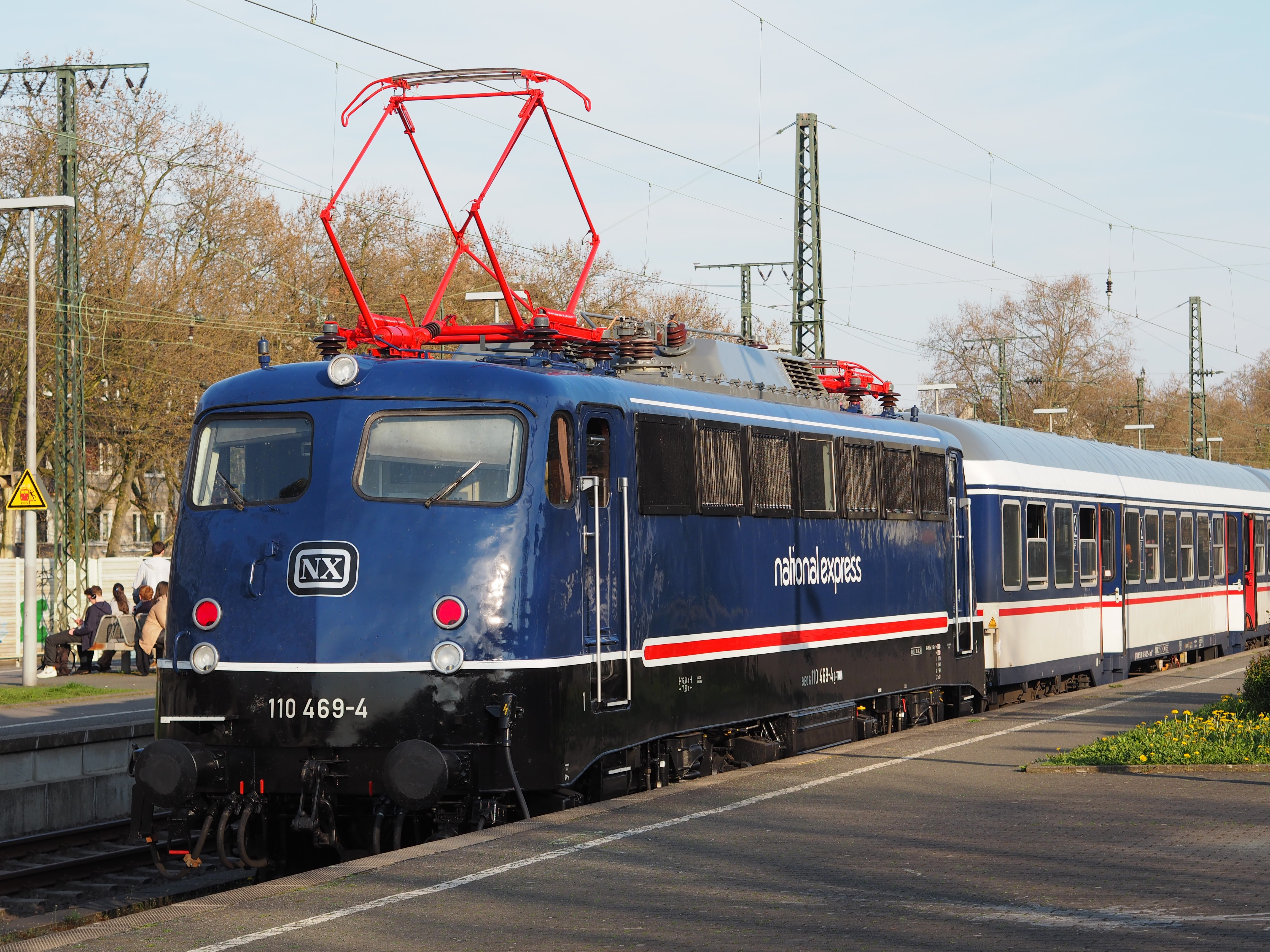
110 469 in Lackierung der National Express Rail GmbH, jetziger Eigentümer ist seit April 2016 TRI Train Rental GmbH

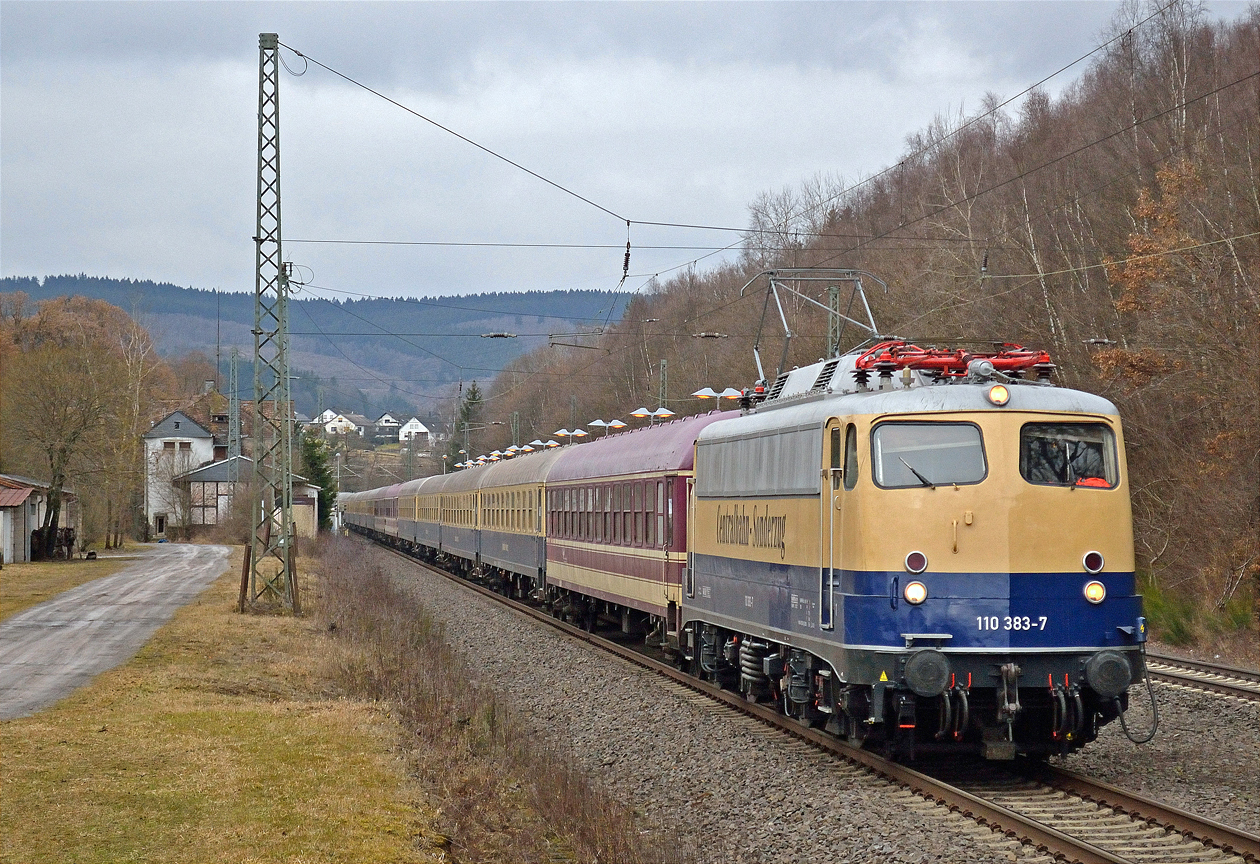
110 383 der Centralbahn AG mit einem Sonderzug auf der Dillstrecke bei Dillbrecht (Februar 2017).

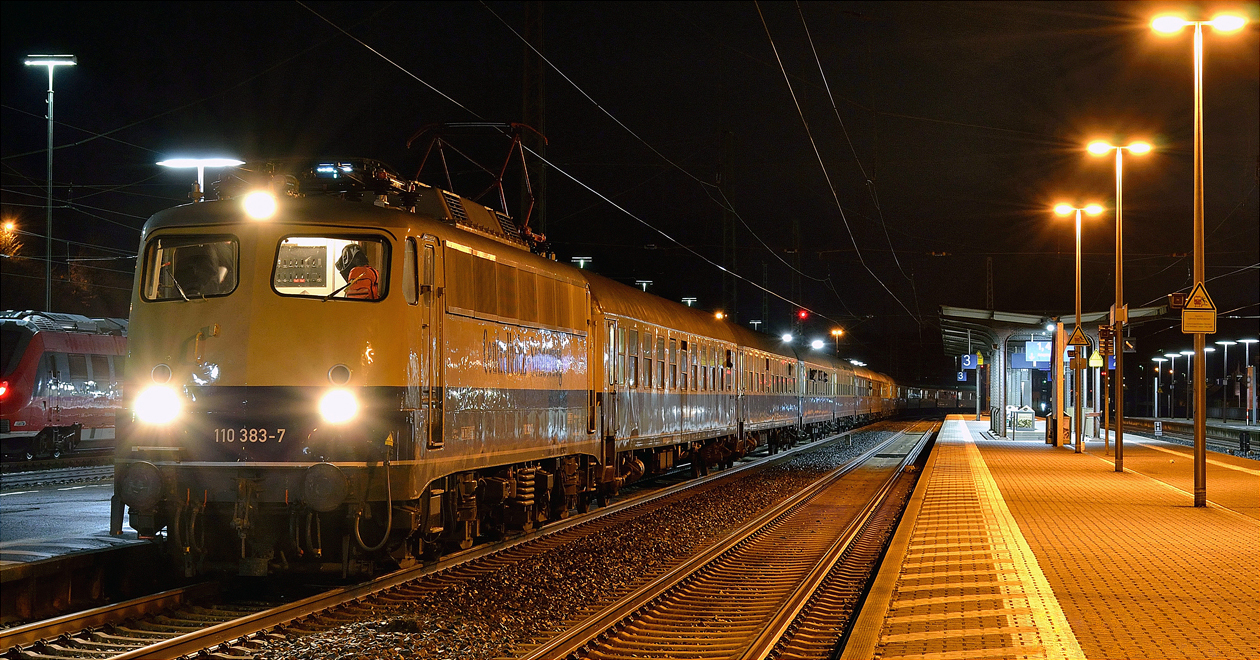
110 383 der Centralbahn AG mit einem Sonderzug am Bahnhof von Dillenburg auf der Dillstrecke (Februar 2017).

| Lokomotive | Hauptuntersuchung | Betreiber                            | Status        |
| ---------- | ----------------- | ------------------------------------ | ------------- |
| 110 448    | 2025              | TRI Train Rental                     | betriebsfähig |
| 115 114    | 28. Januar 2014   | DB Museum, Nürnberg                  | betriebsfähig |
| 115 509    | 16. Januar 2013   | Train4Train GmbH                     | abgestellt    |
| 115 459    | 27. Oktober 2021  | Gesellschaft für Fahrzeugtechnik mbH | betriebsfähig |
| 110 292    | 3. November 2021  | Gesellschaft für Fahrzeugtechnik mbH | betriebsfähig |
| 115 293    | 23. Januar 2014   | Schienenverkehrsgesellschaft mbH     | abgestellt?   |
| 115 261    | 5. März 2014      | Schienenverkehrsgesellschaft mbH     | abgestellt?   |
| 110 169    | 10. Dezember 2012 | Leipziger Dampf KulTour GbR          | abgestellt?   |
| 110 350    | 01. Dezember 2022 | TeutoLok GmbH Lengerich              | betriebsfähig |
| 110 491    | 2. April 2015     | Bahntouristikexpress                 | betriebsfähig |
| 110 511    | 10. August 2022   | Pressnitztalbahn                     | betriebsfähig |
| 115 278    | 6. August 2010    | Centralbahn AG                       | betriebsfähig |
| 115 383    | 16. Juli 2009     | Centralbahn AG                       | betriebsfähig |
| 113 309    | 12. Februar 2016  | TRI Train Rental                     | betriebsfähig |
| 110 428    | 2. Februar 2017   | TRI Train Rental                     | betriebsfähig |
| 110 469    | 13. Dezember 2024 | TRI Train Rental                     | betriebsfähig |
| 113 268    | 15. Oktober 2019  | TRI Train Rental                     | betriebsfähig |
| 110 198    | 26. Mai 2023      | TRI Train Rental                     | betriebsfähig |

### Weiterverwendung als Baureihe 139
Die umgebauten 139 in dieser Tabelle sind aus der Baureihe 110 entstanden:

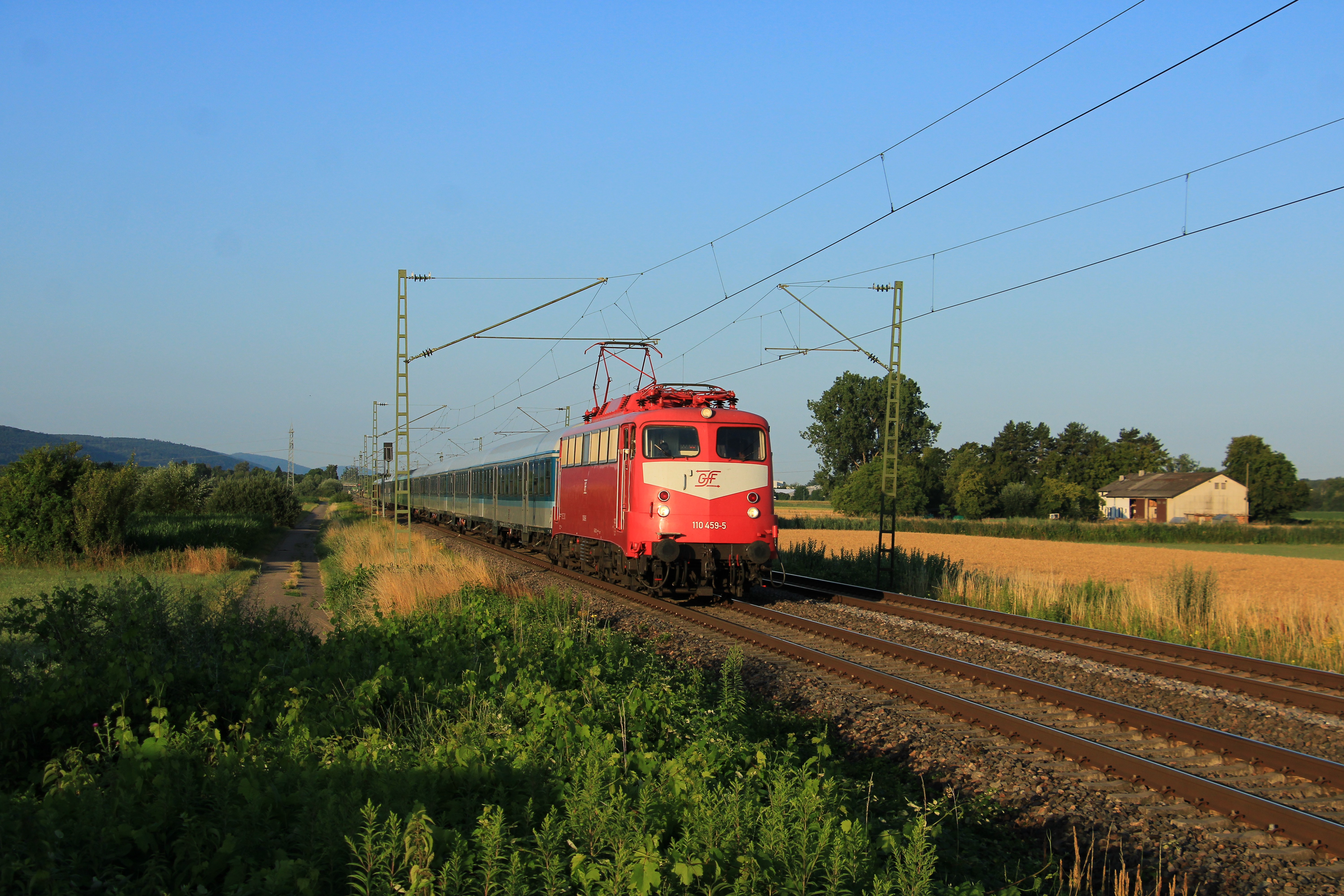
110 459 der Gesellschaft für Fahrzeugtechnik in Orientrot mit Latz

| Betriebsnummer | Betriebsnummer | Betriebsnummer | Eigentümer                    | Zustand       |
| gebaut als     | dann           | heute          | Eigentümer                    | Zustand       |
| -------------- | -------------- | -------------- | ----------------------------- | ------------- |
| E 10 ...       | 110 ...        | 139 177        | Lokomotion                    | betriebsfähig |
| E 10 ...       | 110 ...        | 139 213        | Lokomotion                    | betriebsfähig |
| E 10 ...       | 110 ...        | 139 260        | Lokomotion                    | betriebsfähig |
| E 10 ...       | 110 ...        | 139 262        | BYB BayernBahn                | betriebsfähig |
| E 10 ...       | 110 ...        | 139 285        | Eisenbahngesellschaft Potsdam | betriebsfähig |
| E 10 ...       | 110 ...        | 139 287        | BYB BayernBahn                | betriebsfähig |

### Museumsloks

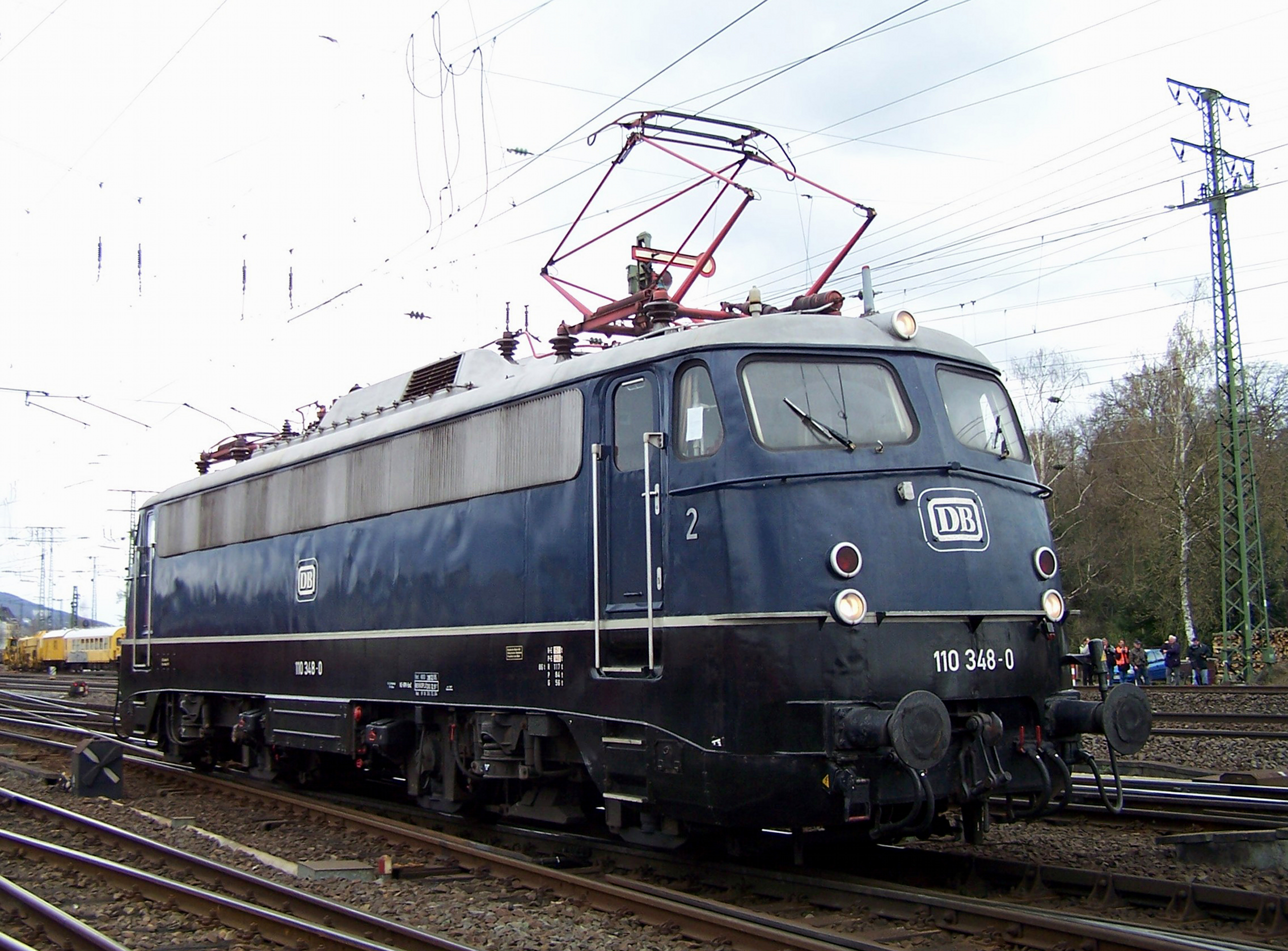
110 348 bei einer Fahrzeugparade des DB Museums in Koblenz-Lützel, einer Zweigstelle des Verkehrsmuseums in Nürnberg

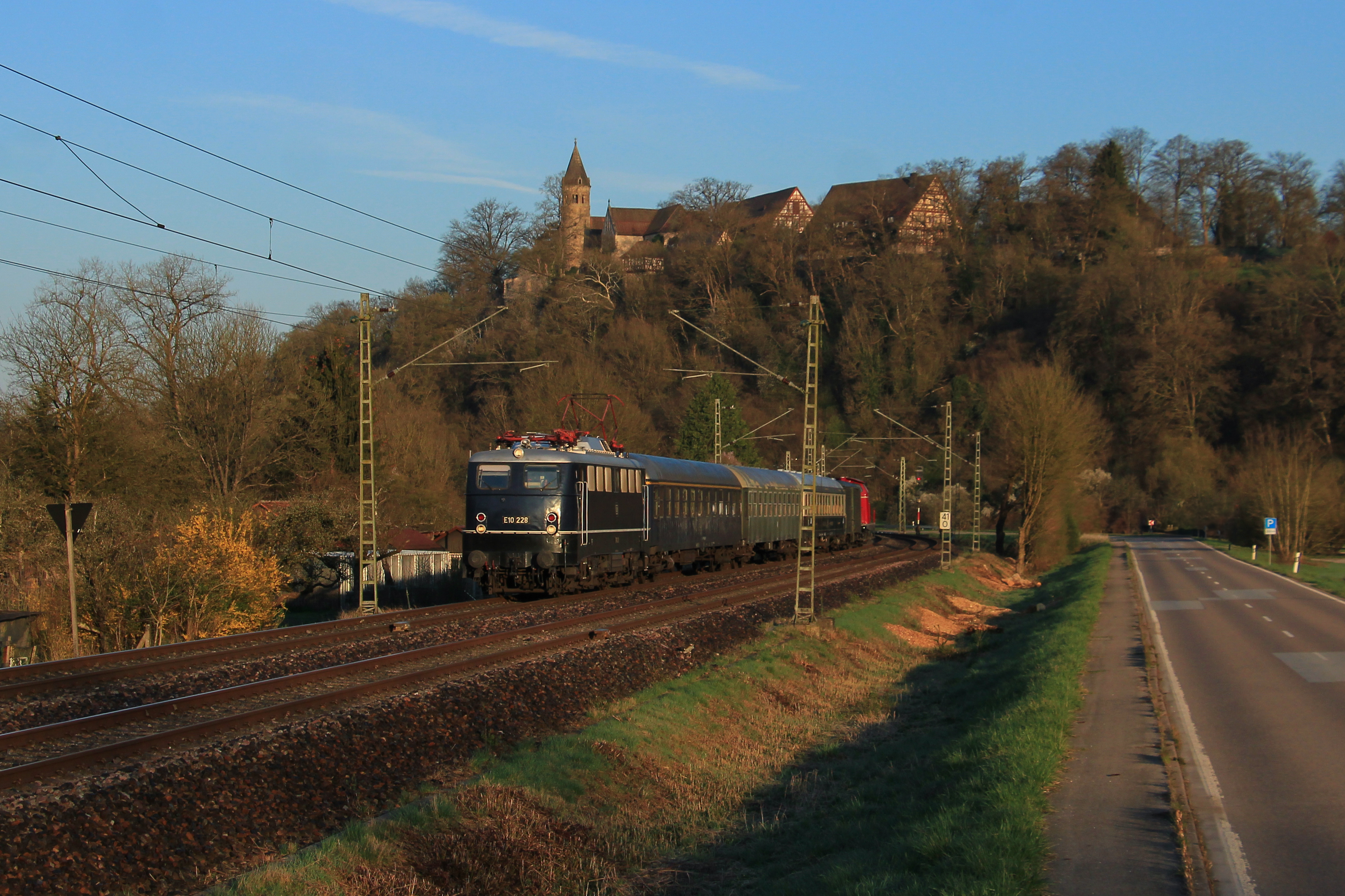
110 228 mit einer Vereinssonderfahrt der DBK Historische Bahn e. V., Schorndorf bei Lorch

Trotz der vorangeschrittenen Ausmusterung sowie der bereits erfolgten Verschrottung zahlreicher Exemplare bleiben dennoch mehrere Lokomotiven museal erhalten, davon viele im DB Museum Koblenz:
- 110 002 DB-Museum Nürnberg (Fahrzeughalle II)
- E 10 005 Museumslokomotive des DB Museums Nürnberg, in Koblenz-Lützel
- 115 114 DB Museum Koblenz (Älteste E-Lok der DB Fernverkehr)
- E 10 121 DB Museum Koblenz (Drehgestellfrist 2010 abgelaufen), fahrbereit
- 110 152 Museumslokomotive des Baureihe E 10 e. V. in Köln (erste Serien-E-10), seit 2015 DB Museum Koblenz, fahrbereit
- 110 223 Außenstelle des DB-Museums in Lichtenfels
- 110 226 Außenstelle des DB-Museums in Lichtenfels
- E 10 228 Eigentum des DB-Museums, betreut von der IG Einheitslokomotiven e. V. in Stuttgart, fahrbereit
- E 10 1239 Museumslokomotive des Lokomotivclub-103 e. V., hinterstellt im Bw Siegen. (Rheingold-Lackierung), HU abgeschlossen im Mai 2023, betriebsfähig
- 110 262 Bayerisches Eisenbahnmuseum / BayernBahn GmbH, betriebsfähig

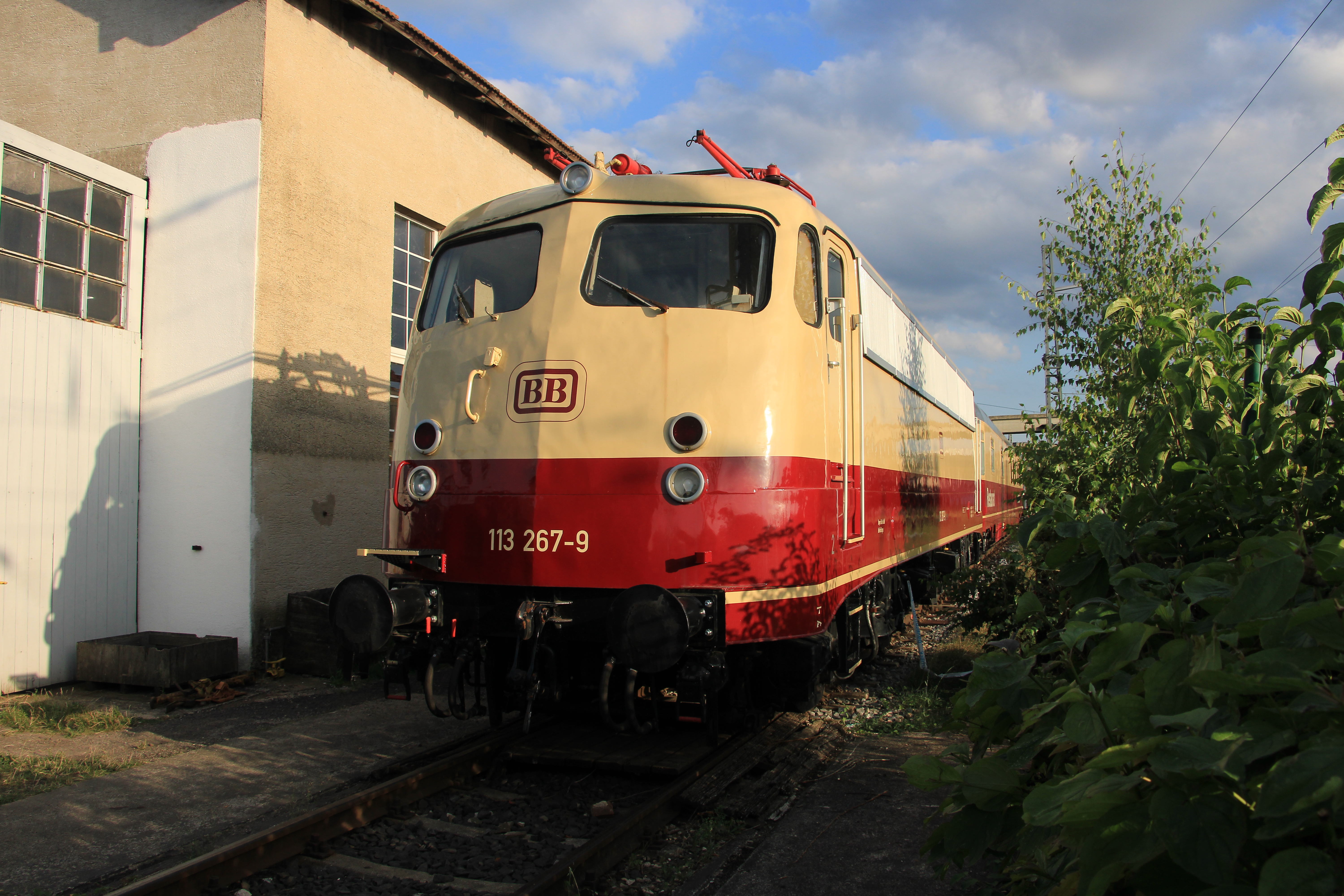
113 267 der BayernBahn im Bw Nördlingen

- 113 267 der BayernBahn im Bw Nördlingen113 267 Bayerisches Eisenbahnmuseum / BayernBahn GmbH, betriebsfähig allerdings ohne Fristabschluss
- E 10 1268 TRI Train Rental GmbH, betriebsfähig
- 110 281 SVG Eisenbahn-Erlebniswelt in Horb am Neckar
- 110 292 DB Museum Koblenz, seit 11/2021 wieder betriebsfähig, Rewe Supermarkt Zug
- 110 300 Museumslokomotive des Baureihe E 10 e. V. in Köln (ehemalige Schnellfahrlokomotive 200 km/h), seit 2015 DB Museum Koblenz, fahrbereit
- E 10 1309 TRI Train Rental GmbH, betriebsfähig
- 113 311 DB Museum Koblenz, fahrbereit
- 110 428 TRI Train Rental GmbH, betriebsfähig, blau
- E 10 348 DB Museum Koblenz, fahrbereit
- 110 468 DB Museum (Letzte Braunschweiger 110), in Rottweil
- 110 469 TRI Train Rental GmbH, betriebsfähig, blau[3]
- 110 488 DB Museum, in Rottweil

## Varianten

### Baureihe E 10.12/Baureihe 112

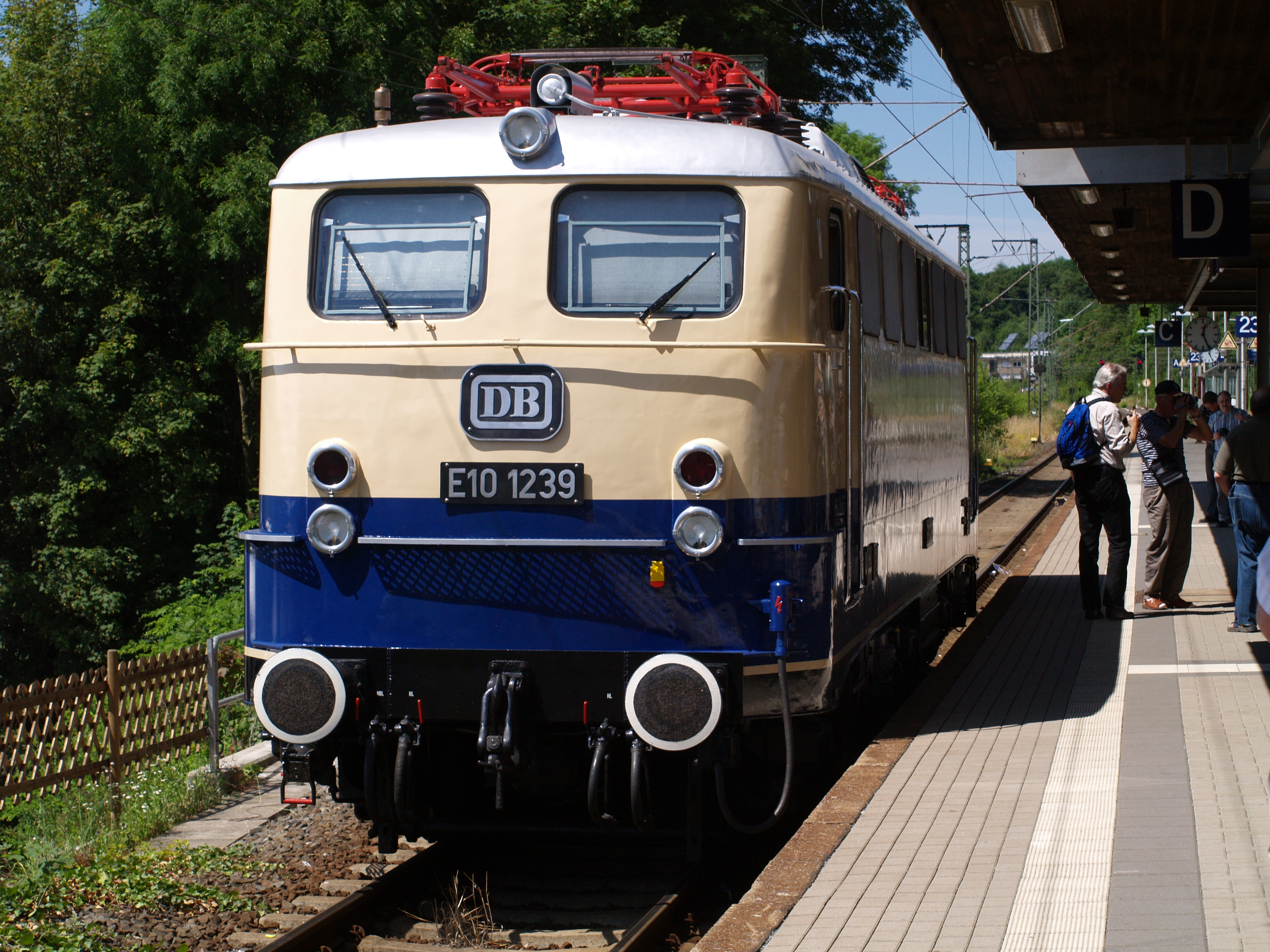
In den Ablieferzustand zurückversetzte Museumslokomotive E 10 1239

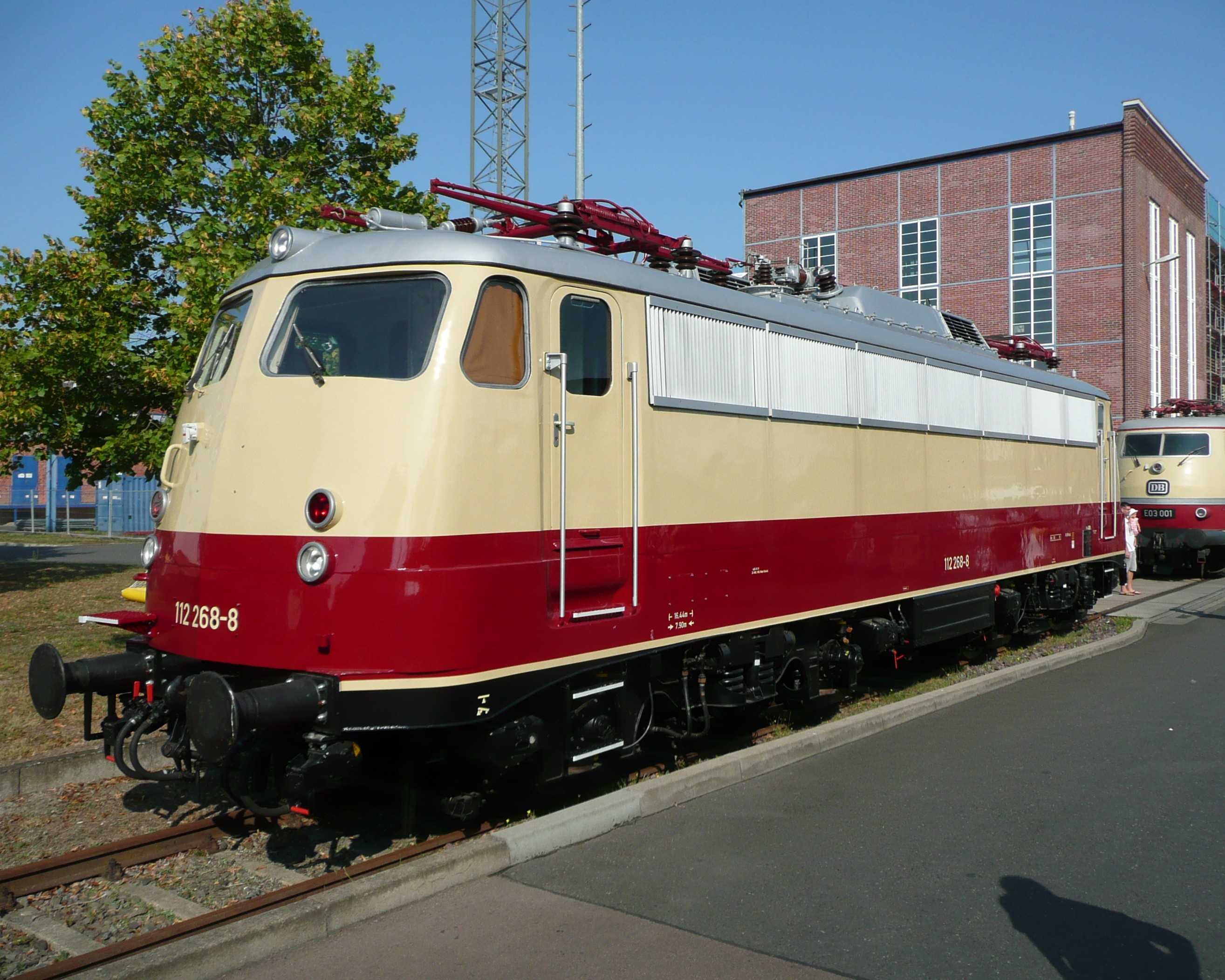
E10 1268 als 112 268-8 im AW Dessau (2019)

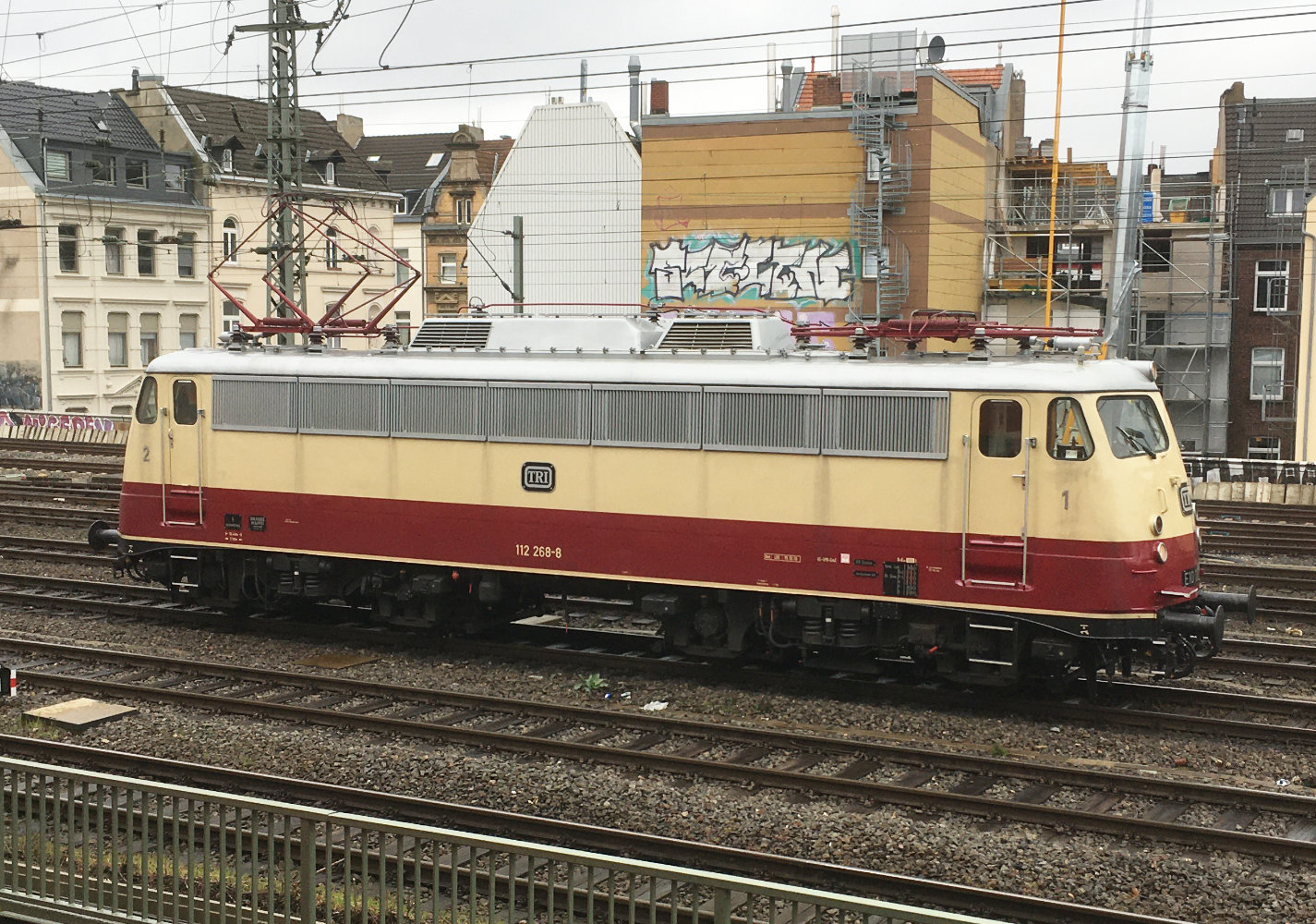
E10 1268 als 112 268-8

Für den Einsatz vor dem 1962 erneuerten Fernschnellzug Rheingold erhielten sechs in Bau befindliche E 10 modifizierte bzw. neuentwickelte Drehgestelle, die ihnen eine Höchstgeschwindigkeit von 160 km/h ermöglichten und eine edle auffällige kobaltblau-beige Lackierung, passend zu den neuen Wagen des Rheingold. Sie erhielten zur Unterscheidung (in den Büchern) von der „normalen“ E 10 eine zusätzliche „1“ vor der laufenden Nummer. So entstanden die E 10 1239 bis 1244 und wurden damit die Namensgeber für die Baureihenbezeichnung E 10.12. Alle sechs Lokomotiven trugen den normalen, eckigen Aufbau, einer „Kasten - E 10“.
Erst rund ein halbes Jahr später wurden die eigentlich für den Rheingold vorgesehenen Loks mit den Nummern E 10 1265 bis 1270 ebenfalls in kobaltblau-beige und alle ab Werk mit (wie an E 10 1244 getesteten) weiterentwickelten Henschel-Schnellfahrdrehgestellen und Getrieben für bis zu 160 km/h, abgeliefert und zogen dann ab Anfang 1963 die neuen Fernzüge.
Diese neu gebauten „wirklichen“ E 10.12 (E 10 1265 bis 1270), erhielten den optimierten windschnittigeren Aufbau (mit der sogenannten „Bügelfalte“ an der Front), der auch ab E 10 288 bei allen dann folgenden Exemplaren der Baureihe E 10 Anwendung fand.
Die ersten, jetzt überflüssigen, sechs Exemplare (E 10 1239 bis 1244) wurden daraufhin in Regel- E 10 zurückgebaut und verloren die vorgestellte „1“. Allerdings behielt die E 10 244 (vorher E 10 1244) die Erst-Ausführung der Henschel-Schnellfahrdrehgestelle bis zu ihrer Hauptuntersuchung mit Umlackierung im August 1991.
Da es in den Folgemonaten wieder zu einem Mangel an Loks, für den Rheingold und den 1963 auf das neue (Rheingold-)Wagen-Material umgestellten Rheinpfeil, kam, wurden nochmal neue Serien-E10 mit Kastenaufbau für den Einsatz vor den Fernzügen herangezogen und in kobaltblau-beige lackiert. Sie erhielten alle 5 die Henschel-Schnellfahrdrehgestelle für Vmax 160 km/h, bekamen aber nicht die zusätzliche „1“ vor der Nummer. Sie trugen somit Guss-Schilder mit ihren tatsächlichen Nummern (E10 250 bis 254), bekamen aber keinen DB-Keks an der Front wie E10 1239 bis E10 1244 zuvor.
Der Einsatz der 5 Loks wurde durch die Ablieferung der, jetzt wieder mit der windschnittigen Bügelfalte ausgestatteten, E 10 1308 bis 1312, in genau derselben Ausführung wie E10 1265 bis 1270, nach wenigen Wochen wieder beendet. Sie gaben beim Rückbau in normale E 10 (inkl. Lackierung in blau), ihre Henschel-Schnellfahrdrehgestelle an eben diese 2. Serie E10.12 (jetzt ja eigentlich E10.13, eben E10 1308 bis E10 1312) ab.
Am 1. Januar 1968 wurden die bereits ausgelieferten E10.12 (E10.13) als Baureihe 112 umgezeichnet. Diese behielten dabei ihre Ordnungsnummer, die zur Unterscheidung vorangestellte „1“ fiel weg, so dass die 11 Loks die Nummern 112 265 bis 112 270 und 112 308 bis 312 erhielten.
Im selben Jahr wurden 20 weitere Exemplare für den gestiegenen Bedarf an Zugleistungen für Rheingold/Rheinpfeil direkt als 112 485 bis 504 ausgeliefert. Bei diesen wurde nicht mehr auf die teuren Henschel-Schnellfahrdrehgestelle zurückgegriffen. An ihrer Stelle wurden modifizierte Seriendrehgestelle eingesetzt, die sich allerdings als nicht so langlebig erwiesen. Infolgedessen wurden diese 112er 1988 in die Baureihe 114 umgezeichnet.
1991 wurden dann die verbliebenen, mit den Henschel-Schnellfahrdrehgestellen ausgerüsteten Lokomotiven der Baureihe 112 in die Baureihe 113 umgezeichnet.
Durch die Umzeichnung wurde die Baureihenbezeichnung im neuen gesamtdeutschen Nummernschema für die Baureihe 212 der Deutschen Reichsbahn frei, die ab 1992 in die Baureihe 112 umgezeichnet wurde, siehe DB-Baureihe 112.

### Versuchslokomotiven
Zur Erprobung von Komponenten für die DB-Baureihe E 03 wurden die Lokomotiven E 10 299 und E 10 300 für das Bundesbahn-Zentralamt München 1962 umgebaut. Die Lokomotiven erreichten auf der Messstrecke von Forchheim nach Bamberg 1963 die Höchstgeschwindigkeit von 200 km/h.

### Baureihe 113
(1991 bis heute)

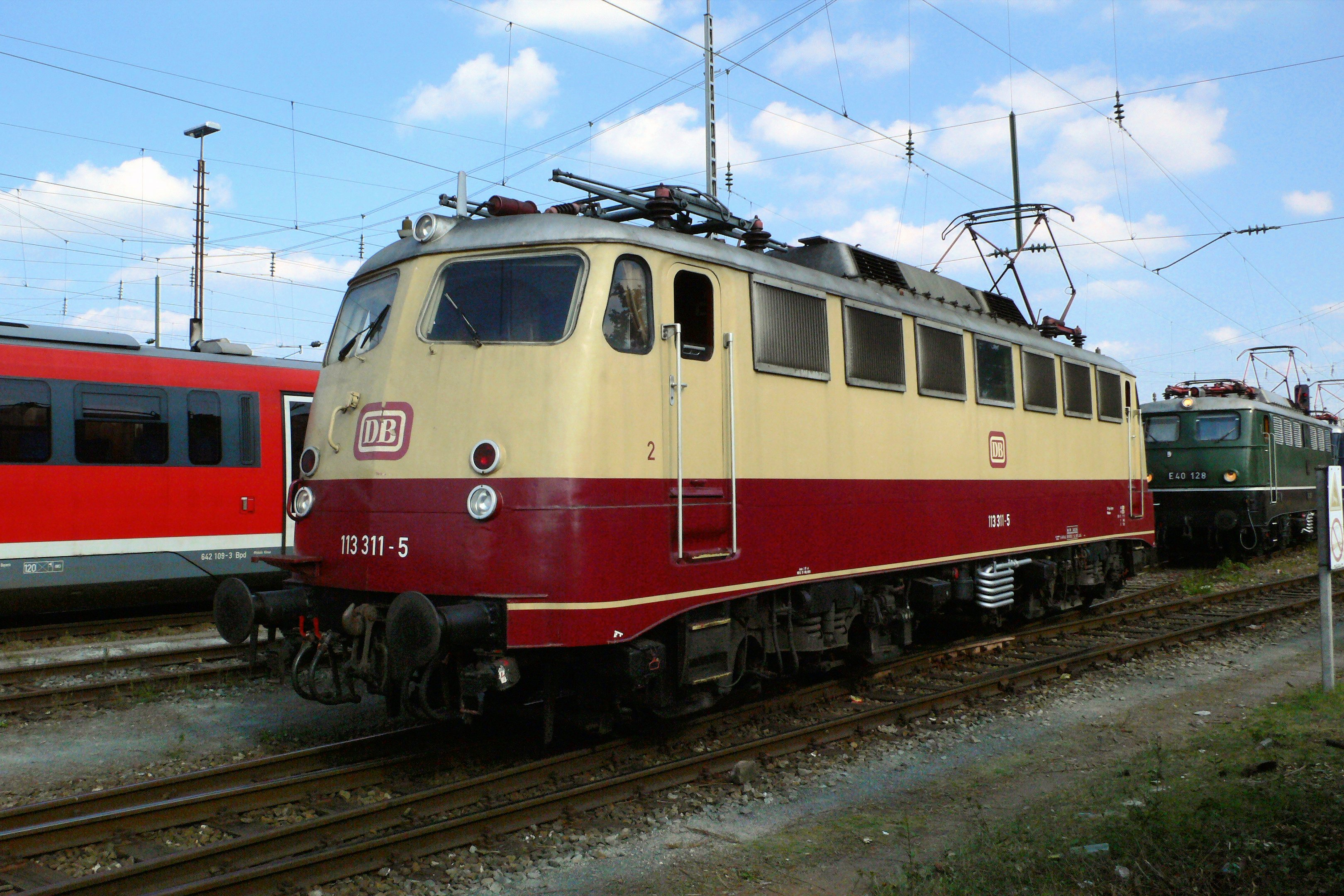
113 311 im DB Museum Koblenz

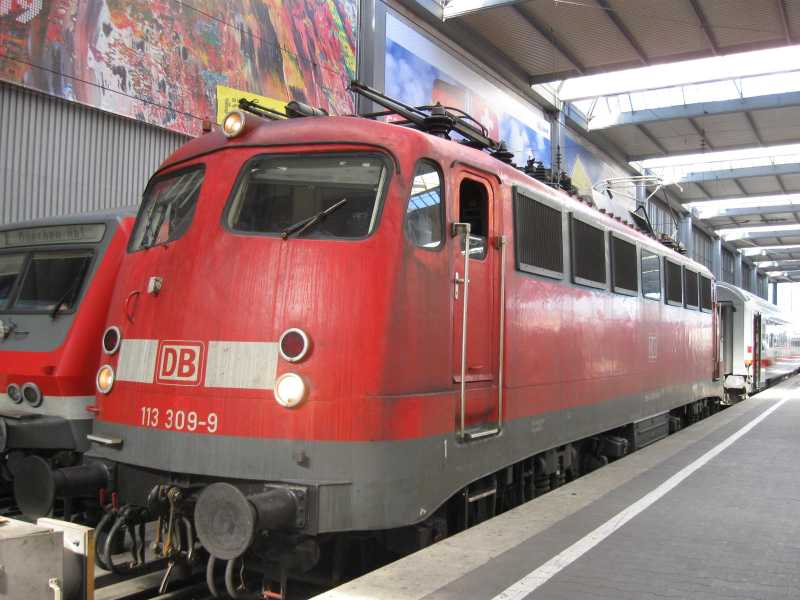
113 309 von DB AutoZug 2009 in München Hbf

Nachdem 1988 die dritte Serie der Baureihe 112 mit modifizierten Serien-Drehgestellen bereits in die Baureihe 114 umgezeichnet worden war (zu diesem Zeitpunkt wurden die S-Bahn-Exemplare der Baureihe 111 intern noch als Baureihe 113 geführt), wurden die ersten beiden Serien 1991 in die Baureihe 113 umgezeichnet, um der Baureihe 212 der DR im neuen gesamtdeutschen Nummernschema Platz zu machen.
Zur gleichen Zeit zeigte sich zunehmend, dass auch die elf Lokomotiven der ersten beiden Serien mit Schnellfahr-Drehgestellen durch die schweren und schnellen Einsätze abgewirtschaftet waren. Mehrfach brachen während der Fahrt die Großzahnräder und richteten starke Schäden am jeweiligen Motor und dessen Getriebe an. Als Notmaßnahme wurde die Höchstgeschwindigkeit auf 120 km/h begrenzt, und die Lokomotiven wurden fortan im Eilzugdienst rund um München eingesetzt.
Nachdem Mitte der 1990er Jahre die Henschel-Schnellfahrdrehgestelle teils unter Verwendung neu angefertigter Teile wieder aufgearbeitet worden waren, dürfen diese Maschinen zwar wieder 160 km/h laufen, wurden aber als Splitterbauart betrachtet, die vorrangig abgestellt werden sollte.
Im Jahr 2013 waren nur noch die drei Lokomotiven 113 267, 268 und 309 im Bestand von DB Fernverkehr. 2008/09 erhielten alle drei Maschinen neue Revisionen. Zum 12. Juni 2014 wurden die letzten beiden Exemplare (113 268 und 309) ausgemustert.
Beide Lokomotiven wechselten in den Folgejahren den Eigentümer und gehören nun der TRI Train Rental GmbH. Bereits Ende 2015 wurde die Lokomotive 113 309‑9 vollständig aufgearbeitet und größtenteils wieder in den Originalzustand zurückversetzt. So bekam sie beispielsweise wieder ein durchgehendes Lüfterband (Tausch der Lüftergitter mit 110 491‑8), eine weinrot-beige Lackierung und Griffstangen an den Führerständen. Seit Februar 2016 wird die Lokomotive als E10 1309 für Sonderzugeinsätze etwa vor AKE-Rheingoldzügen eingesetzt. Im Jahr 2018 erfolgte auch die Aufarbeitung der bisherigen 113 268, diese wurde ebenso weinrot-beige lackiert und bekam wieder eine Blechregenrinne sowie Lokschilder als E10 1268.

### Baureihe 114
(1988 bis 1995)

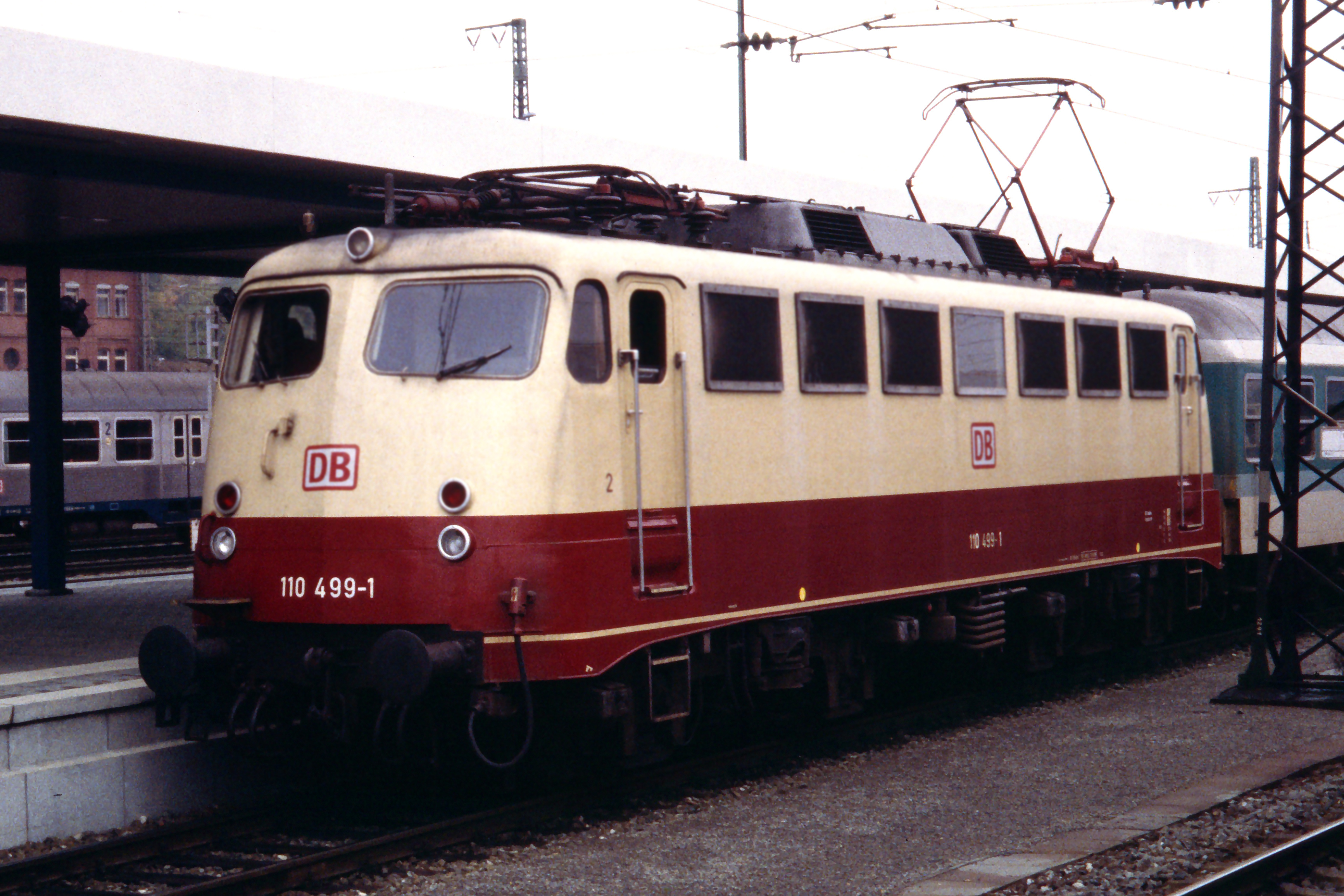
110 499, ehem. 114 499 im Hauptbahnhof Würzburg (28. Oktober 1995)

Bei der Baureihe 114 handelte es sich um die zwanzig umgezeichneten Fahrzeuge der dritten Serie der Baureihe 112, die auf Serien-Drehgestellen der Baureihe 110 bis zu 160 km/h laufen durften. Wegen starken Verschleißes musste die Höchstgeschwindigkeit der 112 485 bis 504 ab 1985 auf 140 km/h begrenzt werden. Zur Unterscheidung von den anderen Lokomotiven der Baureihe 112, die noch 160 km/h fahren durften, wurden sie ab 1988 als Baureihe 114 bezeichnet (die Baureihennummer 113 wurde ausgelassen, da zu diesem Zeitpunkt noch die in S-Bahn-Farben lackierten Exemplare der Baureihe 111 buchhalterisch als Baureihe 113 geführt wurden).
Da auch nach der Geschwindigkeitsreduzierung weiterhin Auffälligkeiten im Bereich der Drehgestelle auftraten, wurden die Lokomotiven zunächst weiter auf 120 km/h begrenzt und kurz darauf ganz abgestellt. Unter Verwendung von Drehgestellen von Serienlokomotiven mit Ordnungsnummern kleiner als 288 wurden alle zwanzig 114er ab 1993 zu normalen 110.3 umgebaut und als 110 485 bis 504 in den Bestand eingereiht. Achtzehn der ihrer Drehgestelle beraubten »Kasten-110er« erhielten wiederum die Laufwerke ausgemusterter 140er und gingen als Teil der Baureihe 139 wieder in Betrieb, mit der sie nun aufgrund ihrer E-Bremse nahezu identisch waren. Das Konzept der Einheitslokomotive hat sich bei diesem Ringtausch voll und ganz ausgezahlt.

### Baureihe 115
(ab 2006)

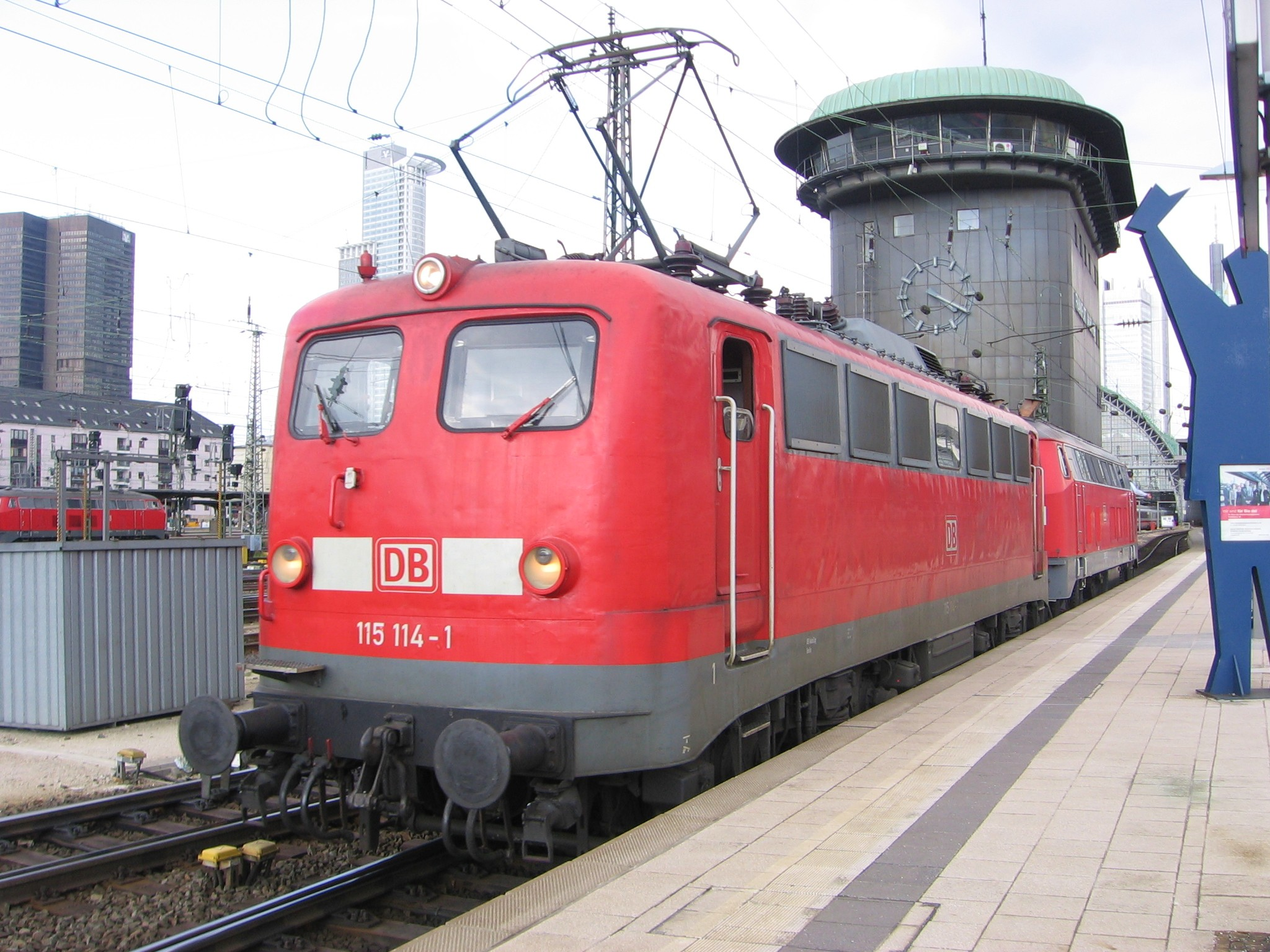
115 114 (ehem. 110.1) im Hauptbahnhof Frankfurt/Main

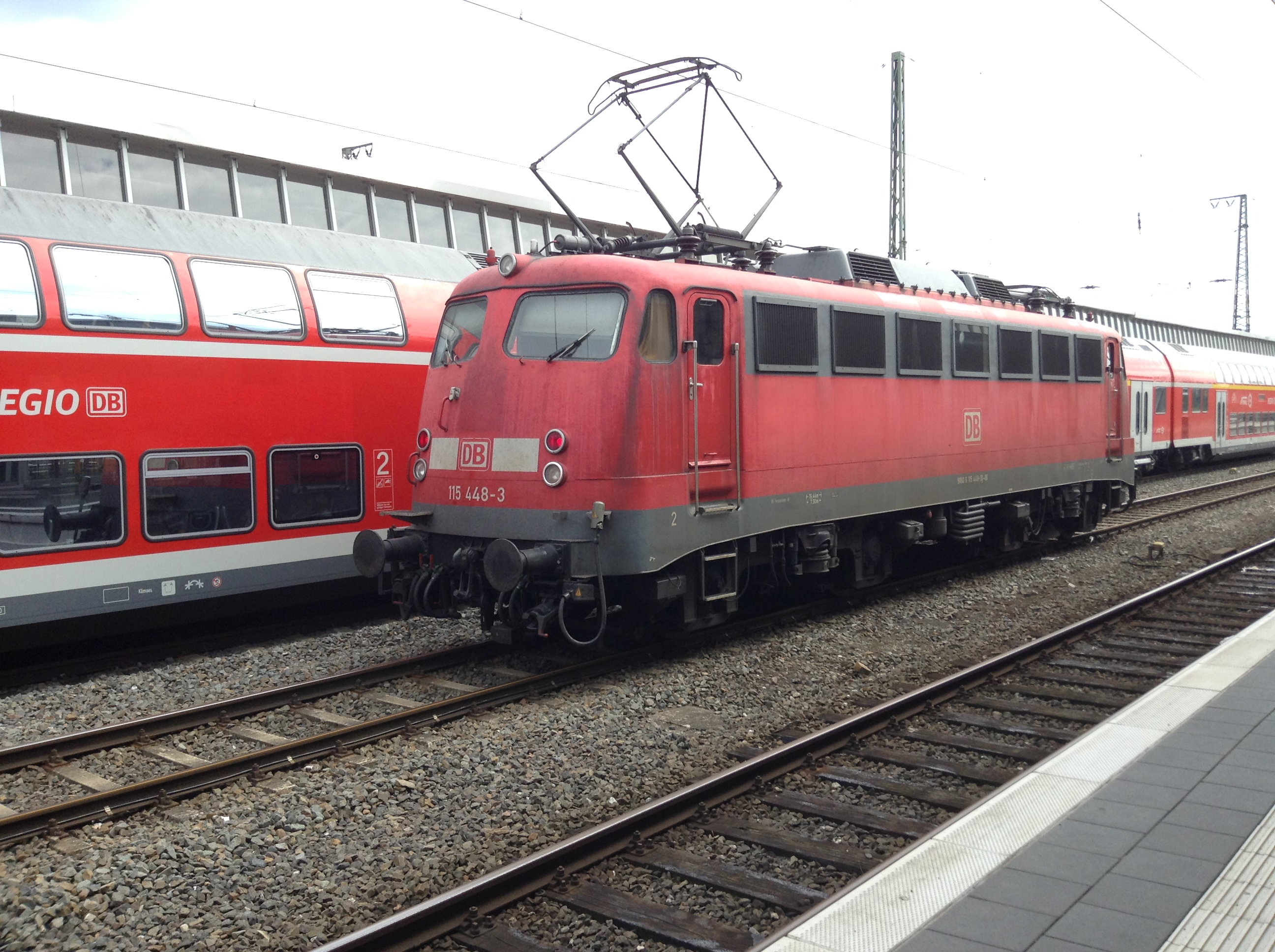
115 448-3 der DB Fernverkehr (ehemalige 110.3) im August 2015 in Münster (Westfalen) Hauptbahnhof

Seit 2005 wurden über dreißig 110 und 113 von DB Regio an die damalige DB AutoZug (heute verschmolzen auf die Muttergesellschaft DB Fernverkehr) abgegeben. Um diese Maschinen buchhalterisch besser trennen zu können, erhielten die betroffenen 110 seit 2006 nach und nach die neue Baureihenbezeichnung 115 und wurden nach Berlin-Rummelsburg umstationiert, so dass erstmals Maschinen dieser Bauart in Ostdeutschland beheimatet waren.
Das Einsatzfeld der Lokomotiven waren Autozüge, außerdem verrichten sie diverse Übergabedienste und waren teilweise vor Fernzügen wie zum Beispiel auf der Linie Berlin–Warschau im Einsatz.
In den Reihen der Baureihe 115 befand sich mit 115 154 (in Dienst seit 20. Februar 1957) auch die bis zu ihrer Abstellung im Dezember 2010 älteste Lokomotive der Deutschen Bahn. Derzeit (2018) ist 115 114, die seit 21. November 1957 in Dienst ist, älteste noch aktive E 10.
115 114 schied im September 2013 aus dem aktiven Bestand aus und wurde „z“-gestellt. Am 20. Oktober 2013 wurde sie wieder reaktiviert und bekam eine Verlängerung für ein Jahr. Sie hat ihre HU in Dessau zum 28. Januar 2014 abgeschlossen und ist nun wieder im aktiven Dienst. Gleiches galt für 115 293, welche ebenfalls Ende Januar eine neue HU erhielt.
Die Lokomotiven 115 293 und 115 114 wurden im November 2018 abgestellt. Diese Lokomotivgattung war nur noch vor PbZ-Zügen, Sonderleistungen und bei Bereitstellungsdiensten zum Münchner Hauptbahnhof anzutreffen.
Im Februar 2020 wurden die 115 198 und 115 261 als letzte Lokomotiven dieser Baureihe abgestellt, sie waren zuletzt als Heizlokomotiven in Berlin-Rummelsburg eingesetzt.

### Unterschiede zu den Baureihen 139/140
Die Baureihe 110 (und ihre Variationen) ist weitgehend baugleich mit den Baureihen 139 und 140. Bei der 139/140 kam ebenfalls der Einheits-Aufbau zur Anwendung, wie er bei der 110 bis zur Betriebsnummer 287 verwendet wurde. Die Motoren sind etwas kürzer übersetzt, so dass für die 139/140 eine modifizierte Anfahrtabelle erstellt werden konnte, welche u. a. die Anwendung der höchstzulässigen Zugkraft für fünf statt nur zwei Minuten gestattet. Die Geschwindigkeit ist dagegen auf 100 km/h ausgelegt, konnte aber auf 110 km/h angehoben werden.
Zahlreiche 140 insbesondere jüngeren Baujahres sind für Wendezugbetrieb und Doppeltraktion geeignet, während bei der 110 erst nachträglich bei vielen Maschinen die Wendezugfähigkeit nachgerüstet wurde.
Die elektrische Bremse der 110 ist auch bei der 139 zu finden, bietet dort jedoch mit 90 bzw. 120 Kilonewton eine wesentlich höhere Bremskraft, die 140 hat jedoch keine elektrische Bremse. Auch besitzen die 139/140 nur ein einlösiges Steuerventil der Druckluftbremse mit den Bremsartstellungen G und P.
Die Fahrsteuerung ist ab 140 757 etwas moderner ausgeführt, anstelle der mechanischen Welle kam bei diesen Maschinen ein elektronischer Stufenvergleich zum Einbau, bei dessen Ausfall die Lokomotive noch mit einem Hilfsfahrschalter gesteuert werden kann. Der höchstzulässige Oberstrom wurde gegenüber der 110 von 420 auf 350 Ampere reduziert.
Auch die Baureihe 139/140 war in den großen Ringtausch ab 1993 eingebunden. So spendeten abgängige 140 ihre Drehgestelle, mit denen dann Kasten-110 zu 139 umgebaut wurden. Es handelte sich um die Lokomotiven 110 122, 139, 145, 157, 172, 177, 213, 214, 222, 246, 250, 255, 260, 262, 264, 283, 285, 287, die auf diese Weise umgerüstet unter Beibehaltung ihrer Ordnungsnummern in die Baureihe 139 eingereiht wurden. Das Konzept der Einheitslokomotive mit überwiegend gleichen Bauteilen und Instandhaltungsprozessen hat sich spätestens damit bewährt.